# Etruscos

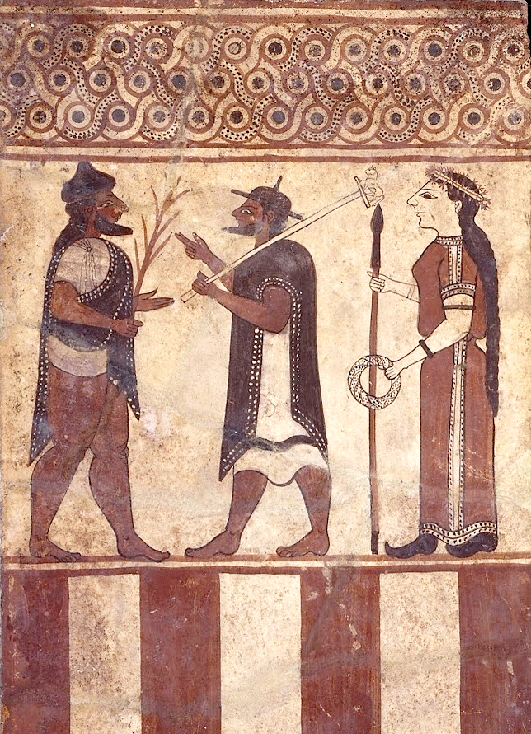
Personagens etruscos em pinturas da Tumba Boccanera na Necrópole da Banditaccia, c. 550-

Os etruscos foram um povo que viveu na Etrúria, na península Itálica, ao sul do rio Arno e ao norte do Tibre, mais ou menos na área equivalente à atual Toscana, com partes do Lácio, Campânia e Úmbria. Eram chamados pelos gregos de tyrsenoi (τυρσηνοί) ou tyrrhenoi (τυρρηνοί), e tusci, ou depois etrusci, pelos romanos; eles autodenominavam-se rasena ou rašna.
Desconhece-se ao certo quando os precursores dos etruscos se instalaram aí. Durante toda a Idade do Bronze os povos que habitavam a península produziram uma cultura material muito homogênea, não há indícios arqueológicos mostrando invasões estrangeiras em larga escala, e esses povos, portanto, deviam habitar esta região há um longo tempo. A partir de c. 1 200-1 100 a.C. começam a aparecer diferenciações regionais na cultura material. Nos tempos antigos, o historiador Heródoto acreditava que os etruscos eram originários da Ásia Menor, mas outros escritores posteriores consideram-nos itálicos. Hoje considera-se um desenvolvimento inicial principalmente autóctone com alguma pequena contribuição oriental. Sua língua, contudo, é isolada, e utilizava um alfabeto semelhante ao grego, possivelmente absorvido por meio do comércio com os fenícios.
A cultura Villanova, a primeira sociedade a dominar o ferro na Itália, é tida como a primeira fase evolutiva da cultura etrusca. Em sua fase mais típica, a partir do século VIII a.C., a Etrúria se organizou como um grupo de cidades-Estado muito civilizadas e governadas por uma aristocracia, compondo a primeira sociedade eminentemente urbana da Itália e, junto com os gregos, uma das primeiras sociedades urbanas da Europa. Seu território se ampliou de maneira a cobrir grande parte da península Itálica. Habitando uma região muito fértil, tinham uma sólida produção agropecuária, em parte exportada; mantinham oficinas e manufaturas de uma variedade de ferramentas, armas e itens utilitários, artísticos e decorativos que foram muito procurados no exterior; exploravam ricas minas de ferro, prata e cobre; a pirataria se tornou para eles uma prática regular e estenderam em torno de todo o Mediterrâneo uma ativa rede de comércio de exportação e importação, atividades que lhes davam grandes rendas e permitiram um brilhante florescimento militar, social, cultural e artístico. Foram hábeis em variadas técnicas de arte, manufatura, artesanato, ourivesaria e metalurgia, deixando grande produção, encontrada principalmente em enterramentos, seguindo uma estética que se modificou ao longo do tempo sob o influxo de variadas influências externas, devendo muito ao contato com os gregos e povos do Oriente. Em seu apogeu, entre os séculos VII e V a.C., foram uma das maiores potências mediterrâneas. Exerceram grande influência sobre os romanos e deram os últimos três reis de Roma. Seu território foi progressivamente absorvido pelos celtas, gregos, samnitas e principalmente os romanos a partir do século V a.C., e sua cultura se extinguiu no século I a.C..
O conhecimento de sua história, seu sistema de governo, seus hábitos, tradições, crenças e valores ainda tem lacunas profundas e muitas incertezas. Não sobreviveram muitos documentos escritos, os que restam são todos curtos e pouco informativos, e sua língua ainda não foi decifrada totalmente. Muito do pouco que se sabe sobre os etruscos vem de relatos greco-romanos nem sempre confiáveis e da análise dos registros arqueológicos e artísticos, que muitas vezes não permitem estabelecer mais do que suposições. Durante muito tempo considerada uma cultura dependente da grega, mostrando muitos pontos de contato com ela, hoje, embora não se negue a influência, cresce a percepção da originalidade dos etruscos em inúmeros aspectos.

## História
A história desta antiga civilização desenrola-se ao longo de dez séculos e seis épocas sucessivas:
- (1) a Período Villanoviano, início de século VIII a.C., atestado por uma arqueologia constituída por habitats rudimentares e elementos funerários conhecidos por cultura dos campos de urnas;
- (2) o período orientalizante, marcado por intercâmbios culturais e comerciais com os Fenícios, os cartagineses e os Gregos do Sul de Itália (ou Eubeus), datado de 720 a 600 a.C.;
- (3) o período arcaico, período atribuído entre 600 e 480 a.C, fase de desenvolvimento cultural, económico e territorial, que viu os Etruscos deixarem a sua marca em grande parte da bacia do Mediterrâneo Ocidental e antiga Itália, incluindo dentro da própria Roma, proporcionando-lhe três governantes romanos (Tarquínio o Velho, Servius Tullius e Tarquínios o Soberbo, dos linhagem dinástica dos Tarquínios);
- (4) o período clássico, datado de 480 a 300 a.C., durante o qual a preeminência dos Etruscos vacilou e foi marcada por pesadas derrotas militares em terra e no mar;
- (5) o período helenístico, atribuído de 300 a 100 a.C., que surge como uma fase de declínio pontuada por múltiplas invasões (nomeadamente celtas) e cercos a cidades;
- (6) finalmente o período da romanização, de 100 a 17 a.C., marcado pela subjugação das populações etruscas pela República Romana, as cidades etruscas tornando-se municípios sob supervisão romana como a emblemática cidade de Velzna[1], depois da sua adesão à cidadania romana. Em 17 a.C., todo o território etrusco, que se tornou o Regio VII, foi incorporado ao Império Romano.

### Origens

Território da civilização etrusca

A região onde prosperaram, entre o Arno e o Tibre se chama Toscana por causa do nome que tinham em latim, tusci. O mar que banha a costa da região se chama Tirreno, termo derivado de tirrenoi, como os gregos denominaram os etruscos. A origem dos etruscos permanece uma incógnita, embora existam várias teorias a respeito. Duas delas são as que têm maior peso, ambas concebidas na Antiguidade e populares até hoje. Outra teoria, já descartada, foi a de uma origem "nórdica", defendida em finais do século XIX e primeira metade do século XX. Era baseada somente na similitude da sua autodenominação (rasena) com a denominação que os romanos deram a certos povos celtas que habitavam a Norte dos Alpes, no atual Leste da Suíça e Oeste da Áustria: os récios (em latim: ræthii).
Das teorias da Antiguidade, a teoria orientalista, proposta por Heródoto, postula que os etruscos vieram da Lídia, (na atual região da Anatólia, Turquia) por volta do século XIII a.C.. Para demonstrá-lo, os seus defensores baseiam-se nas supostas características orientais da sua religião e costumes, bem como que se tratava de uma civilização muito original e evoluída, se comparada com os seus vizinhos. Segundo Heródoto, depois de um período de dificuldades e grande fome (vinte anos), um rei confiou ao filho, Tirseno, a missão de levar o seu povo para uma terra produtiva. Estes lídios conseguiram chegar à Itália e foram denominados de tirrenos. Já o historiador Helânico disse que esses lídios eram na verdade os misteriosos pelasgos, povo que teria colonizado também as ilhas gregas de Lemnos e Imbros. Por volta do século VII a.C. existiam doze cidades-estado independentes que se atribuíam a Tarcão, filho ou irmão de Tirreno. Poetas latinos, principalmente Virgílio, designam frequentemente os etruscos pelo nome de lydi. O argumento orientalista continua a ser defendido por alguns estudiosos baseando-se principalmente na autoridade das fontes antigas, mas sabe-se hoje que elas muitas vezes não foram fiéis à realidade. Porém, o gado que ainda vive na antiga Etrúria tem afinidade genética com o gado do Oriente Próximo, e estudos genéticos indicaram afinidades dos etruscos com populações contemporâneas da Turquia e do norte da África.
A teoria da autoctonia foi proposta por Dionísio de Halicarnasso, considerando os etruscos nativos da própria península Itálica. Segundo o cronista, os próprios etruscos se consideravam autóctones. Dionísio escrevera com conhecimento de primeira mão, tendo consultado anciãos etruscos ainda vivos em seu tempo, mas isso por si apenas não garantiria sua veracidade histórica. A pesquisa recente se inclina a favor de um desenvolvimento principalmente autóctone, aceitando, porém, a chegada de pelo menos alguns grupos orientais da Anatólia antes do estabelecimento da cultura Villanova em torno de 1 100 a.C., considerada como a fase inicial da cultura etrusca. No registro arqueológico não há qualquer ruptura significativa no fio condutor da cultura presente desde o final da Idade do Bronze nesta região (segunda metade do segundo milênio a.C.), como seria esperado de uma migração externa importante. Se a migração ocorreu, deve ter sido de pequenos grupos, que teriam exercido uma influência cultural pouco expressiva. Os esqueletos etruscos não mostram diferença em relação aos esqueletos dos habitantes anteriores desta região e também não há indícios de que a civilização etrusca tenha se desenvolvido em outros lugares antes de chegar na Etrúria. Os ancestrais orientais dos etruscos devem ter chegado à região em torno de 3 000 a.C.. O principal obstáculo contra a teoria da autoctonia é a língua etrusca, que não se relaciona com nenhuma outra língua da região nem parece possuir origem no tronco indo-europeu, comum às outras línguas europeias. Um estudo genético recente mostrou que a despeito das suas expressões culturais originais, os etruscos são um povo essencialmente autóctone, não havendo evidências de uma migração recente da Anatólia para a sua região, e compartilhando a maior parte do seu genoma com povos itálicos das redondezas.

### Evolução

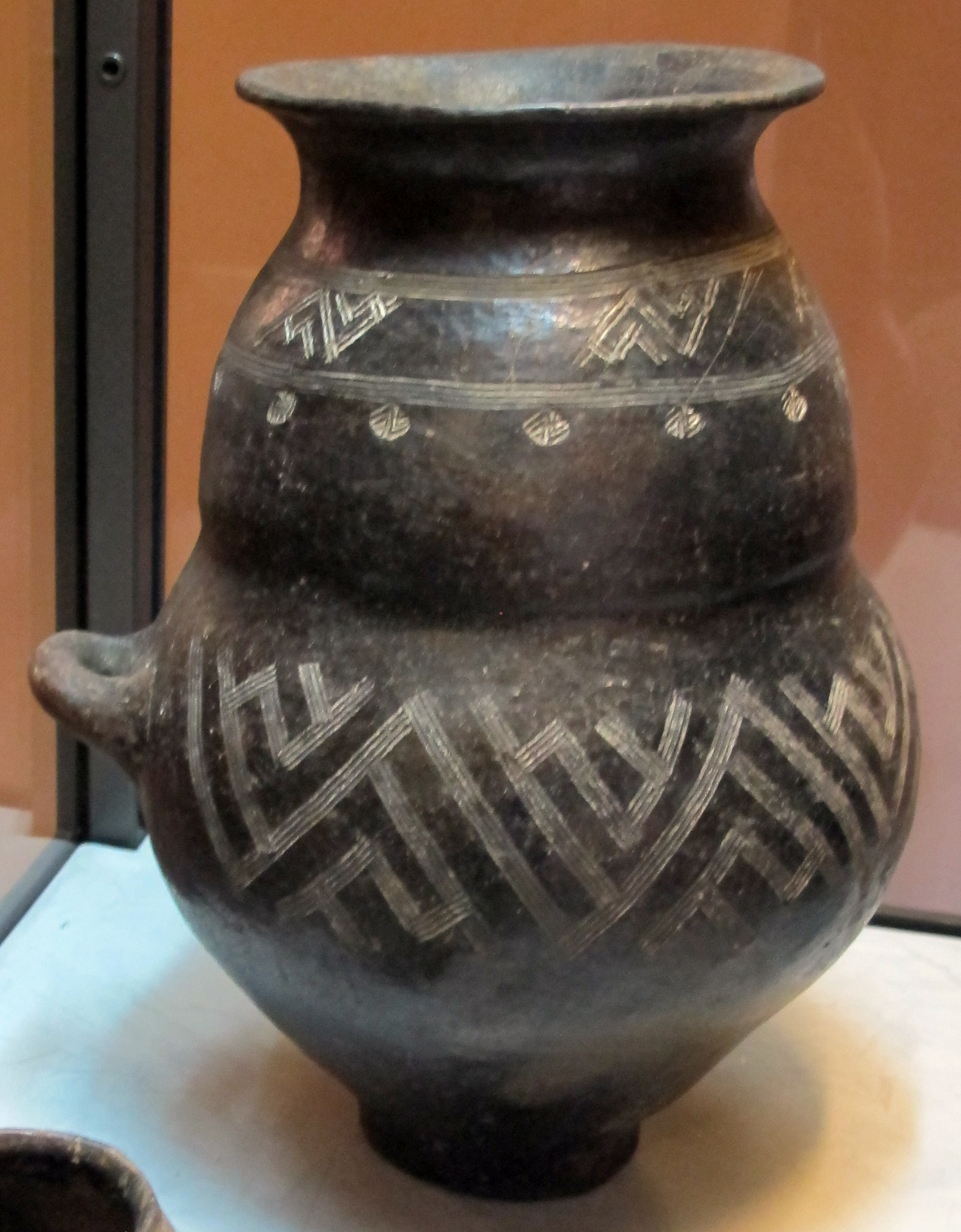
Urna funerária do Período Villanova

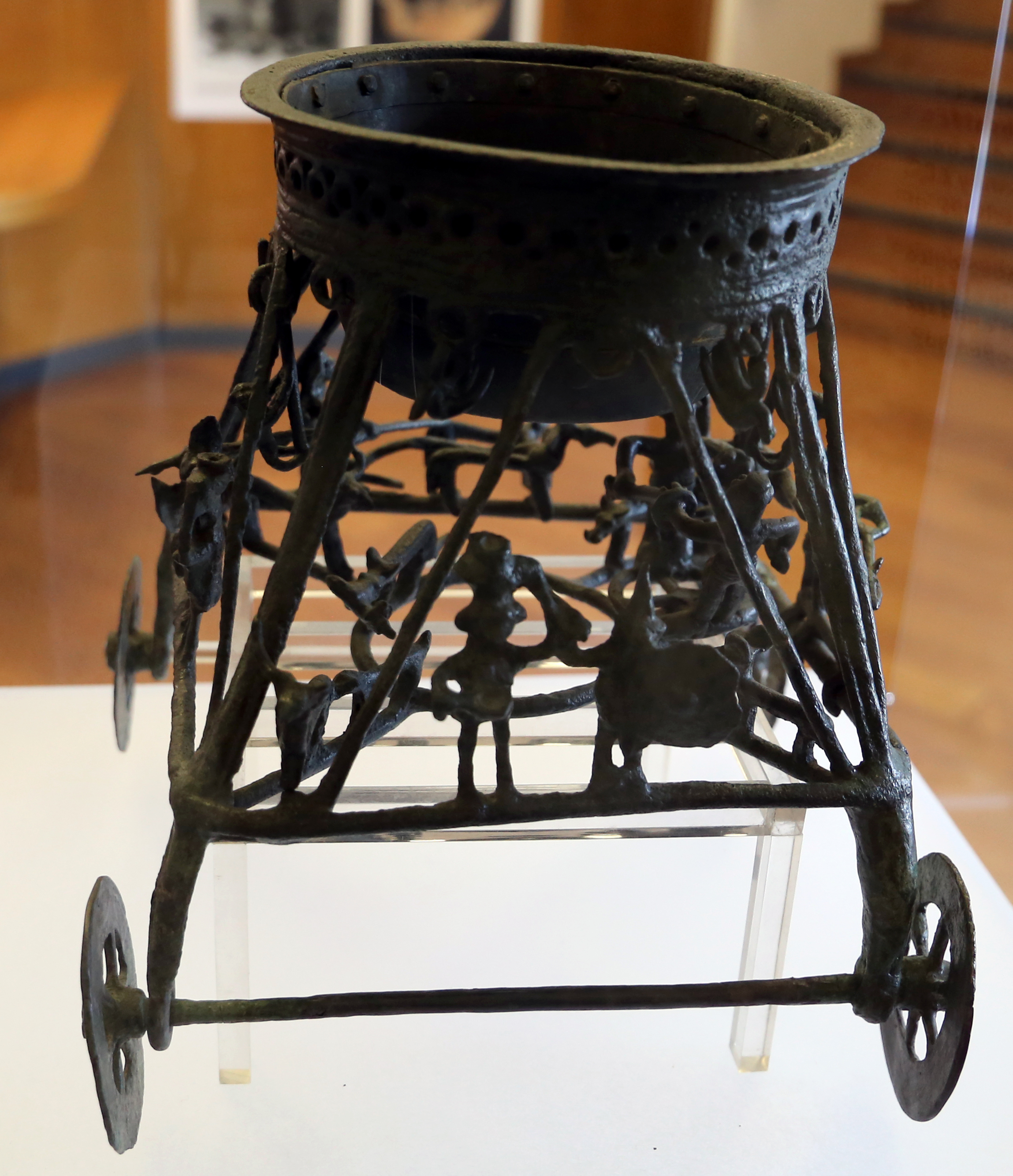
Caldeirão de bronze com rodas com sofisticada decoração de pequenos guerreiros e animais, fim do século VIII a.C.

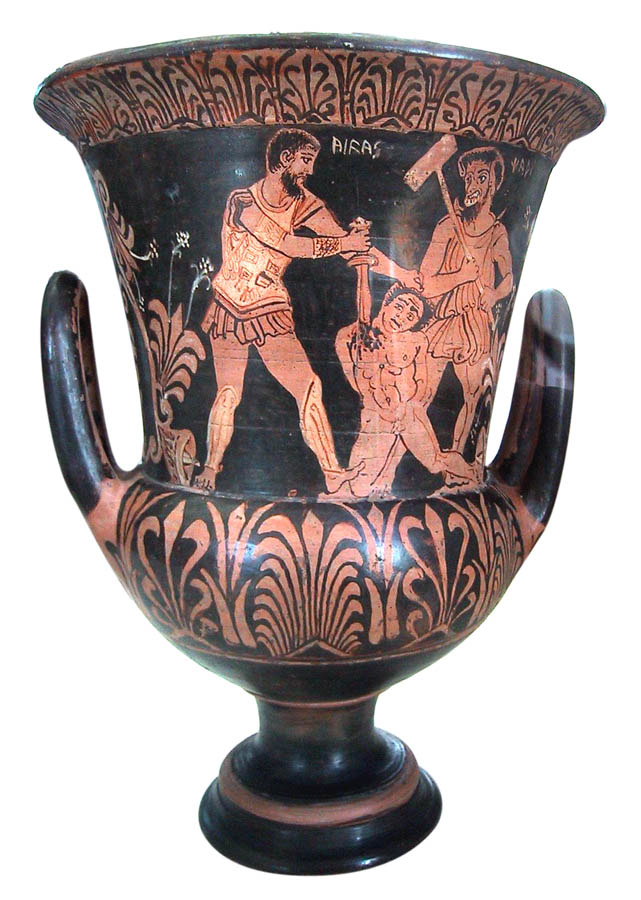
Cratera em cálice de figuras vermelhas do Período Clássico-Helenístico

A cronologia da civilização etrusca ainda é polêmica e sabe-se de fato muito pouco sobre sua história, já que não sobrevivem documentos suficientes e nem se decifrou toda a sua língua. Para a maioria dos autores a cultura etrusca dá os primeiros sinais de emergência com a chamada cultura Villanova, surgida entre c. 1 200 e 900 a.C. (datação controversa), a primeira cultura que dominou o ferro na região central da Itália. Esta datação concorda com os próprios etruscos, que alegavam ter nascido entre os séculos XI e X a.C.. É muito significativo que não há uma solução de continuidade observável na cultura material desta região entre a Idade do Bronze e o início do período etrusco, e todas as principais cidades etruscas já eram habitadas no período Villanova. A cultura Villanova foi basicamente agrária, organizada em pequenas aldeias com cabanas, espalhadas de maneira mais ou menos uniforme pelo território, com cultura material avançada, economia baseada na cooperação, governo coletivo e pouca estratificação social. Eram também guerreiros e mineiros e há sinais de terem mantido uma apreciável rede de comércio. Deixaram espólios em tumbas contendo vasos, armas, ex-votos, joias e outros objetos, com uma decoração simples baseada em motivos geométricos e grafismos. Também eram capazes de criar pequenas e esquemáticas formas animais e humanas. Entre os séculos IX e VIII a.C. as aldeias começam a se aglutinar no topo de amplos platôs, ao que parece com propósitos defensivos, estabelecendo laços de interesses comuns. Possivelmente eram cercadas de paliçadas. Desta maneira vão sendo formadas as primeiras cidades, onde a estrutura social se modifica e surge uma elite embrionária que tende a concentrar renda e poder e é enterrada com artefatos simbólicos de status.
No século VIII a.C., quando inicia o Período Orientalizante, a cultura Villanova dá lugar à etrusca propriamente dita. Os primeiros contatos comerciais importantes acontecem com os fenícios. Os etruscos apreciavam muito itens de luxo fenícios, como vasos de prata, bronze, vidro e faiança, objetos de marfim, perfumes, cosméticos e outros, encontrados em várias tumbas da nova elite. Uma importante tecnologia no trabalho com a cerâmica, o bronze, o cobre e o ferro já havia sido desenvolvida autoctonamente ao longo da cultura Villanova, e estimulados pelo novo mercado interno de bens de consumo, começaram a diversificar suas próprias oficinas e manufaturas, vindo a se tornar habilidosos em muitos outros domínios. A produção nativa rapidamente ampliou seu vulto, estabelecendo uma das bases para o rápido crescimento econômico que se verificou a seguir e para a formação de uma vasta rede de comércio internacional. Em contrapartida, os fenícios levavam produtos etruscos como grãos, vasos, joalheria, madeira, couro e metais e os espalhavam pela Grécia, Chipre, norte da África e o Oriente Próximo. Produtos etruscos foram encontrados na Gália, na Escandinávia e ao norte dos Alpes. Através dos fenícios os egípcios também deixaram sinais, especialmente na possível introdução de alguns deuses em seu panteão e em alguns motivos gráficos.
A partir de c. 750 a.C. penetra destacada influência da cultura grega através do comércio de mercadorias com a Eubeia, as Cíclades, a Magna Grécia e depois a Grécia continental, influenciando também seus costumes, seus esportes, sua arte, suas formas de lazer e sua religião. Os gregos parecem ter estado primariamente interessados nos metais etruscos, mas importariam também muitos artefatos e produtos agrícolas. Ao mesmo tempo chegavam outras influências do oriente, visíveis no amor ao luxo e à encenação pública do status, no uso de certos padrões ornamentais e técnicas artísticas, no desenvolvimento de novas tipologias arquiteturais, especialmente as fúnebres e sacras, e na forte ritualização das relações sociais e do culto religioso. A região enriquecia e prosperava, emergindo enfim uma cultura urbana bem caracterizada, conduzida por uma aristocracia sofisticada e poderosa, apreciadora de banquetes, arte, joias e roupas finas.
Embora seja largamente reconhecida a influência de culturas estrangeiras na transição da cultura Villanova para a cultura Orientalizante, essa influência às vezes é superestimada e parece claro que os elementos externos foram selecionados e re-significados segundo a visão e os interesses etruscos, e continua o debate sobre se tal evolução interna, verdadeira revolução, foi principalmente uma causa ou uma consequência do contato com o exterior. De fato, alguns desenvolvimentos expressos plenamente no Período Orientalizante parecem ter iniciado já na Idade do Ferro.
Sua riqueza derivou principalmente da agropecuária, da mineração de ferro e prata, do comércio e da pirataria. No século VIII a.C. a servidão e escravidão já estavam arraigadas nos costumes; a sociedade estava fortemente militarizada, havia em vigor um sistema legal complexo e uma consolidada hierarquia de poder e prestígio, e a religião estava bem organizada. Pouco depois as cidades começavam a ser ampliadas com palacetes, templos e imponentes muralhas de pedra.

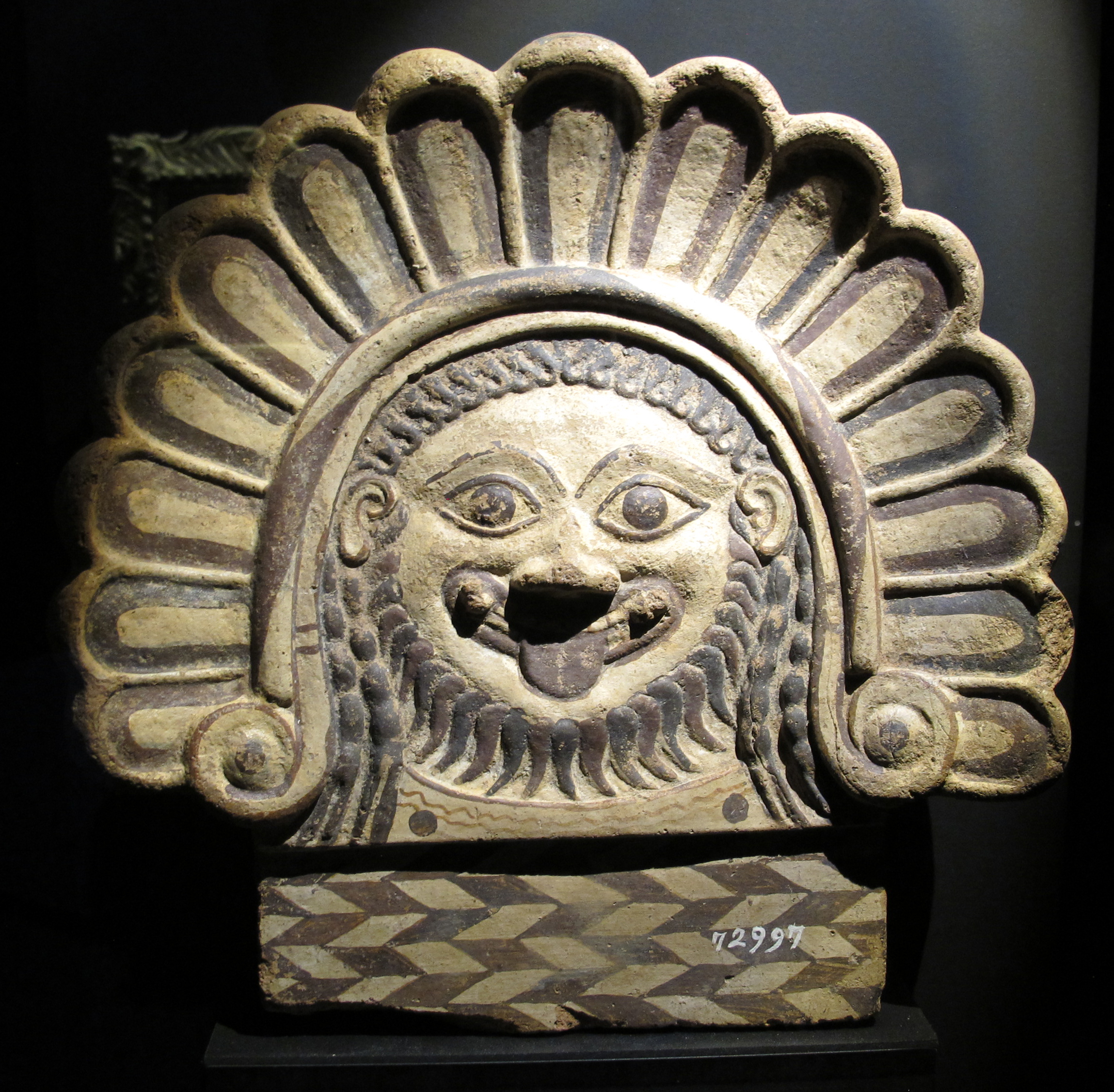
Antefixo em forma de cabeça de Górgona, 525-, Período Arcaico

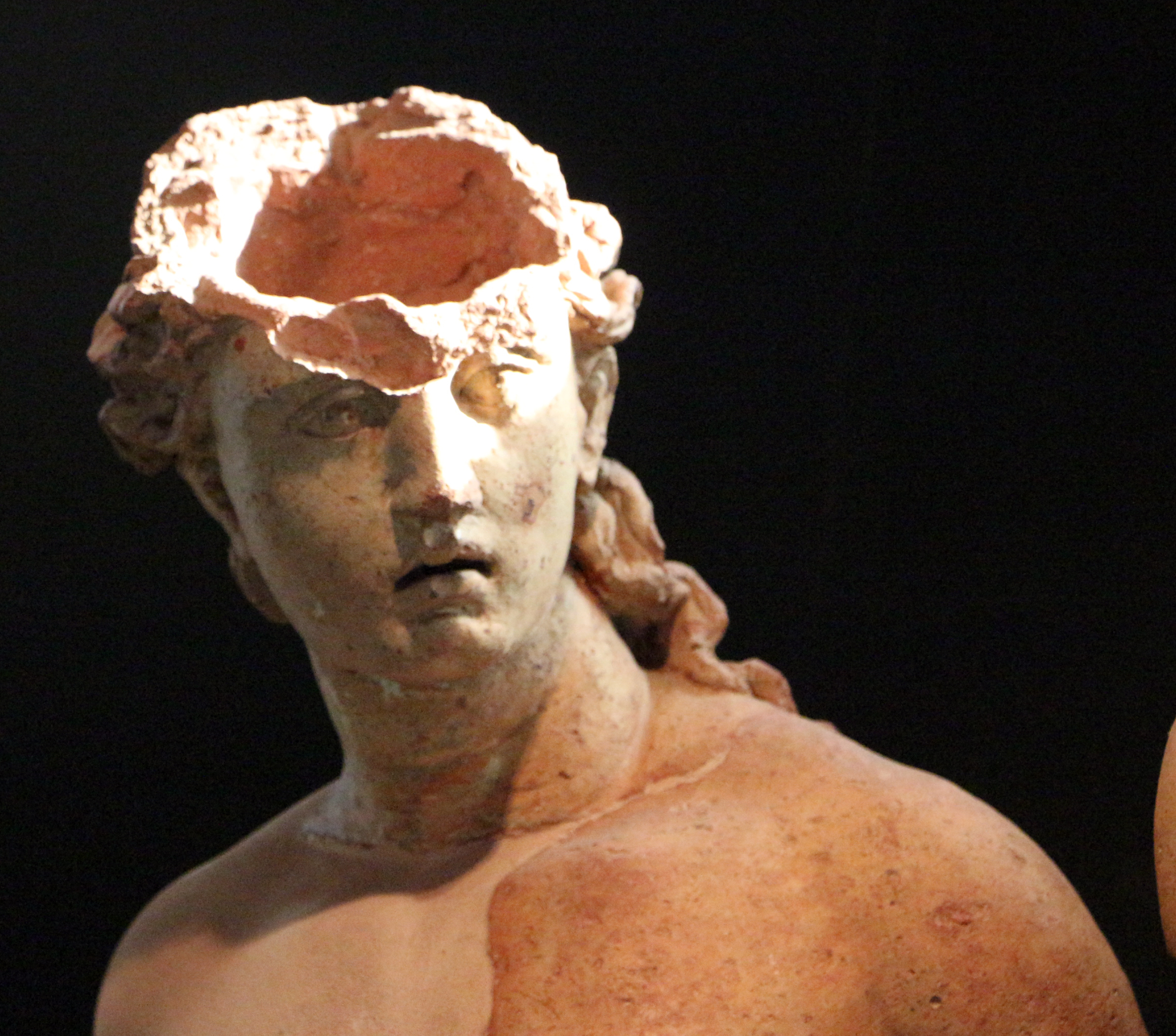
Cabeça de Apolo, parte do grupo do frontão do Templo de Luni, cerâmica, c. 175-, Período Helenístico

As rivalidades entre as famílias poderosas já levavam o território a uma certa fragmentação, formando-se várias cidades-Estado independentes governadas por monarquias, que parecem ter-se mantido em frequente conflito mas eram unidas por interesses gerais comuns e por um sistema de federação. As cidades floresceram com maior ímpeto na parte sul do território e um tanto afastadas do litoral. A primeira parece ter sido Cere, seguida por Veios, Tarquinia e Vulcos. Ruselas, Verulônia e Populônia, mais ao norte, puderam crescer graças à proximidade com ricas minas. Outros centros importantes foram Pontecagnano, Orvieto, Clúsio, Volterra e Perúgia, que tiveram um desenvolvimento mais lento e mais apegado a tradições Villanova.
A rápida evolução da sociedade depois do período Villanova foi impulsionada também por uma revolução tecnológica, com a introdução de novas técnicas artesanais, armamentos e ferramentas, estimulada pelo continuado contato com cidades avançadas de uma grande área em torno do Mediterrâneo. No fim do século VIII a.C. é introduzida a escrita e no século VII a.C. os vasos gregos começam a inundar as cidades etruscas, atestando o grande interesse que lhes despertava a cultura estrangeira. A esta altura a cultura aristocrática inicia sua fase de apogeu, que vai perdurar até o século V a.C.. A riqueza propiciou o florescimento da cultura e das artes e as manufaturas se expandiram para alcançar níveis industriais.
Expandiram seus domínios submetendo os povos vizinhos, ocupando vastas áreas na Lombardia e do Vêneto, onde fundaram cidades que existem até hoje. Em direção ao sul, tomaram Roma, então um aglomerado de aldeias, e transformaram-na em uma cidade cercada de muros. Acredita-se que os Tarquínios, uma dinastia de reis etruscos, governaram Roma por volta de 616 a.C. a 509 a.C.. Durante o processo de expansão, os etruscos atingiram até a região da Campânia, onde fundaram Cápua que, desde o início do século VI a.C., representou um centro comercial capaz de rivalizar com as colônias gregas vizinhas: Cumas e Neápolis (Nápoles). Por volta de 540 a.C., aliados aos cartagineses, derrotam os fócios da Córsega. Essa vitória assegurou-lhes o controle da ilha e marcou o apogeu da expansão territorial. O processo de expansão territorial e o enriquecimento provocaram uma inflação populacional e uma reorganização demográfica. As capitais regionais, sedes das cidades-Estado, cresciam e começavam a formar subúrbios semi-rurais que se estendiam até 5 km em torno dos centros urbanos. No fim do século VI a.C. toda a Etrúria estava densamente povoada e intensamente explorada, transformando-se profundamente a paisagem natural.
Os etruscos foram expulsos de Roma pelos latinos em 509 a.C., iniciando sua decadência. Tiveram sua frota destruída pelos gregos de Siracusa em 474 a.C. e com isso sua rede de comércio foi em boa parte desmantelada; em 424 a.C. perderam a Campânia para os samnitas e, logo a seguir, o vale do rio Pó foi ocupado pelos celtas. Em 396 a.C. Veios foi tomada, e no século seguinte os romanos incorporaram ao seu território o que restava da Etrúria. As guerras consomem muitos recursos, reduzem a população e desestruturam a economia. O declínio do seu poderio é acompanhado pela progressiva dissolução da sua própria cultura e sociedade, um processo que ocorreu de maneiras e ritmos diferentes para cada cidade. No geral, aparecem cada vez mais tumbas com decoração pobre, as cidades param de crescer, o sistema de governo consolidado pela aristocracia entra em colapso, cai a qualidade da escultura, da arquitetura e da pintura. No final muitas cidades já aderiam voluntariamente à dominação de Roma, que se afirmava como a nova potência regional, e as que resistiam em geral acabavam arrasadas. Sua cultura daria importante contribuição à formação da cultura romana, encerrando sua trajetória no século I a.C., quando toda a península itálica está romanizada.

## Organização política e social

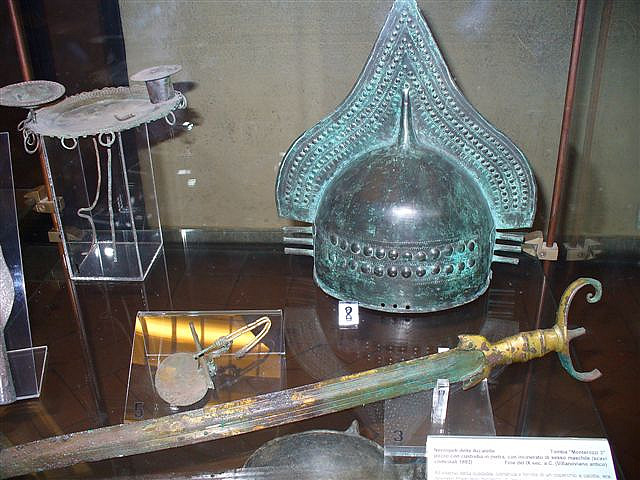
Elmo e espada etruscos, 775-

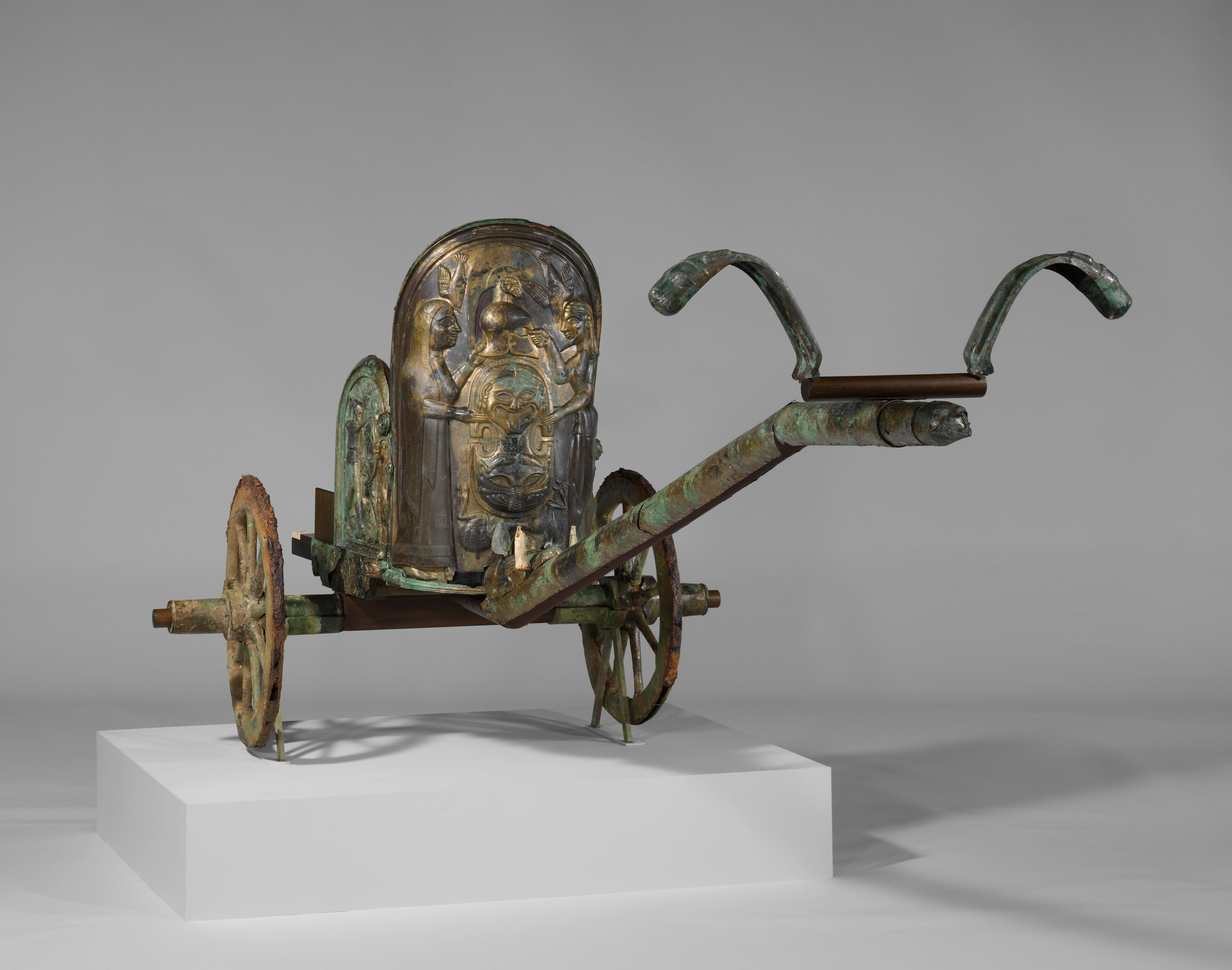
Carruagem de bronze com relevos e aplicações de marfim, século VI a.C.

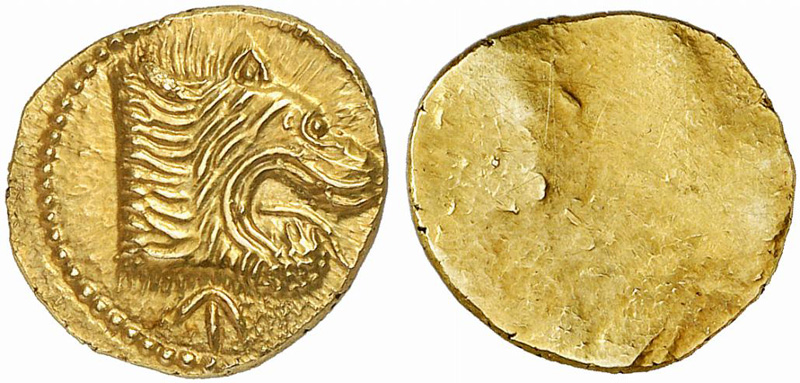
Moeda de ouro equivalente a 50 asses, de Populônia, ca. 380-

A organização política da Etrúria permaneceu em evolução constante. No período Villanova a sociedade se estruturou em aldeias habitadas por tribos agrárias de governo coletivo e igualitário, mas perfeitamente aptas para o combate militar sob um comando centralizado. As aldeias evoluíram para cidades, que a partir do século VIII a.C. estavam se constituindo em cidades-Estado independentes, a unidade política básica da sociedade etrusca, possivelmente mantidas unidas, porém, por um sistema de federação e por interesses comuns, principalmente religiosos. Nas cidades formou-se uma elite aristocrática fortemente militarizada, que passou a controlar as riquezas e a administração pública. No século VI a.C. o regime da monarquia absoluta havia se generalizado para quase todas as cidades. Ao rei (zilath) cabia distribuir a justiça, atuar como sumo-sacerdote e comandar o exército. Pelo fim do século V a.C., o processo de urbanização havia se completado e surgem repúblicas oligárquicas, com um oficial supremo e magistraturas subordinadas temporárias, mas praticamente nada se sabe sobre suas atribuições e sobre a legislação em vigor. Há sinais que sua organização jurídico-judiciária se baseava mais em tradições consuetudinárias do que em uma legislação escrita. A transformação social e política não ocorreu da mesma maneira em todas as cidades, que se desenvolveram formando micro-culturas razoavelmente individualizadas. A cidade de Veios, por exemplo, mudou de regime várias vezes.
Diziam os romanos que a federação, também conhecida como Liga Etrusca, se reunia anualmente no Fano de Voltumna (em latim: Fanum Voltumnae), um santuário pan-etrusco dedicado ao deus Voltumna, onde os reis e representantes de cada uma das principais cidade-Estado, bem como líderes menores, realizavam rituais religiosos, estabeleciam acordos políticos e militares e elegiam um rei supremo para toda a federação com mandato de um ano. Paralelamente se realizavam festejos, jogos atléticos, apresentações teatrais e feiras comerciais, atraindo grande população de toda parte. A localização do Fano é um pouco incerta, mas há um consenso entre os estudiosos de que ficava em Campo della Fiera, nas redondezas de Orvieto, onde foram encontradas as ruínas de um grande santuário construído no século VI a.C..
A identificação das ruínas de Campo della Fiera como um santuário de Voltumna não prova a existência da federação, prova apenas a realização de um culto importante no local. A historicidade da Liga, de fato, gerou um interminável e inconclusivo debate e ainda não foi provada. Não sobrevivem documentos etruscos que lhe digam respeito, não há evidência arqueológica de apoio e só foi mencionada por fontes romanas. Considerando que tenha existido, hoje os especialistas permanecem um tanto céticos quanto às suas verdadeiras funções, e se inclinam a entendê-la como uma assembleia com finalidades primariamente religiosas. Algumas inscrições em verdade citam a existência de um magistrado intitulado zilath mechl rasnal, que alguns eruditos traduzem como "pretor da Etrúria", e que tem sido às vezes interpretado como o líder (rei) da Liga, mas a tradução do título é controversa. Contra a ideia de federação está a notória independência das cidades, suas diferentes maneiras de organização interna, as evidências de frequentes conflitos entre elas, e sua incapacidade de se unirem em larga escala contra seus inimigos comuns, especialmente os romanos. Por outro lado, parece certo que algumas cidades fizeram alianças temporárias entre si. Também há discordância a respeito da existência de um sentimento ou percepção de nação entre os etruscos.

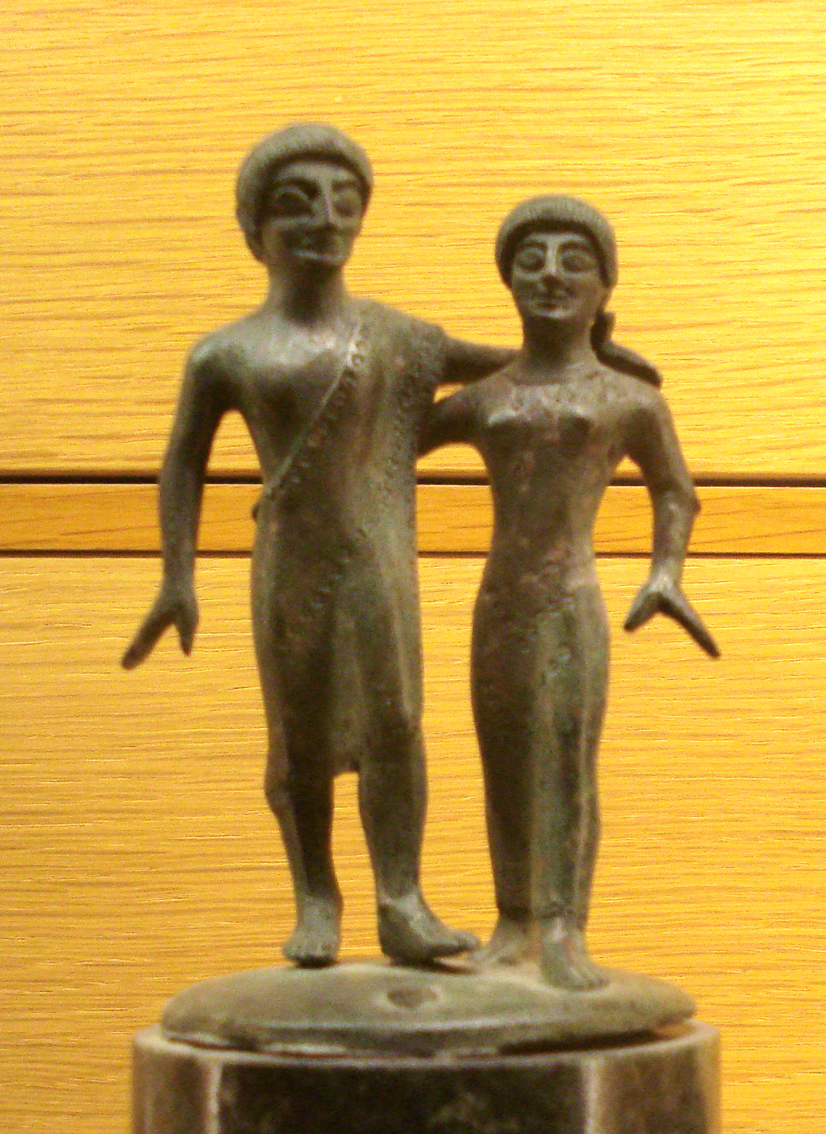
Estatueta representando um casal, bronze, fim do século VI a.C.

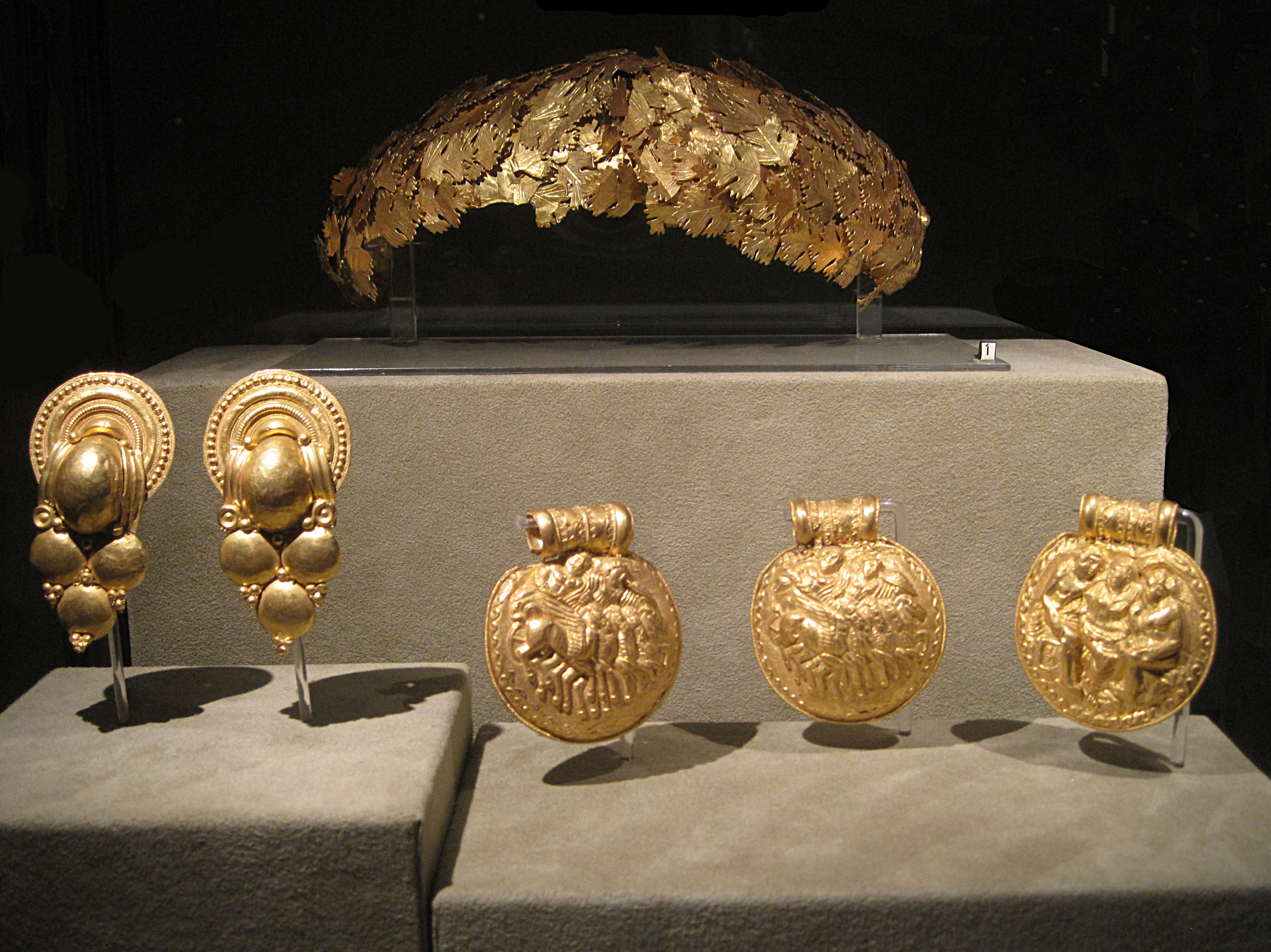
Coroa e joias de ouro, meados do século IV a.C.

Uma estratificação social nítida começa a se manifestar na passagem do século IX para o VIII a.C., ao mesmo tempo em que as cidades se organizam e as classes sociais incipientes iniciam uma especialização em atividades diferentes. No período de apogeu a estratificação parece ter sido complexa, com variados níveis e classes, com algum grau de mobilidade entre as classes, mas o conhecimento sobre este aspecto é pobre. A elite se sustentava no poder pela posse da terra, pelos fortes laços de parentesco e interesse, pelo controle dos principais meios produtivos e dos mais altos cargos na administração, no clero e no exército, e por um sistema de privilégios hereditários. Desde a consolidação das cidades-Estado a sociedade permaneceu controlada pela aristocracia, que mantinha uma extensa rede de clientela, mas uma classe média se desenvolveu a partir do século VI a.C.. Na fase de decadência a posição dos aristocratas foi abalada por revoltas de escravos e pelo surgimento de uma nova classe social de novos-ricos livres. Os etruscos foram a primeira sociedade eminentemente urbana da Itália e construíram uma nação que em seu auge foi uma das principais potências do Mediterrâneo. Tinha bons exércitos e uma grande frota naval, e controlava uma vasta rede de comércio que distribuía produtos desde a Península Ibérica e Gália até a Anatólia, o Levante e o norte da África.
Nas fases iniciais parece ter havido bastante receptividade para a imigração de colonos, comerciantes e artífices de outras culturas, especialmente gregos, e algumas inscrições atestam a incorporação de estrangeiros na aristocracia local. A partir do século VI a.C. essa tolerância se restringe e a cidadania lhes é concedida com mais dificuldade. A escravidão esteve sempre presente, mas é obscuro o que ela acarretava em termos práticos, e ao que parece os escravos eram mais bem tratados e tinham maiores liberdades que os escravos de outros povos mediterrâneos da época.
Cultivavam uma rica mitologia e a religião desempenhava um papel central na sociedade etrusca, que se caracterizou também pela forte valorização da família, do grupo e de um senso de herança, e por uma atitude mais liberal em relação ao papel da mulher quando comparada a outras culturas da época. A família tinha um peso decisivo na localização do indivíduo no tecido social e em seu status pessoal. A mulher etrusca, ao contrário da grega ou da romana, participava ativa e livremente ao lado do homem na vida social, nos banquetes, nos jogos ginásticos e nas danças. As mulheres eram em geral letradas e desfrutavam de muitos direitos legais, tendo uma personalidade jurídica distinta do marido. Esperava-se que a mulher, em caso de morte do marido, assumisse a tarefa de assegurar a conservação das riquezas e a continuidade da família. Também através dela transmitia-se a herança e os direitos de cidadania. O rico acervo de joalheria e adornos femininos que sobrevive mostra como as mulheres da elite tinham requintados meios de expressar visivelmente sua riqueza e poder. Por outro lado, parece ter havido mais restrição à nudez em público e à sua representação artística do que na Grécia ou mesmo em Roma. Os banquetes com vários convidados aparecem com frequência na iconografia e provavelmente o hábito foi imitado dos simpósios gregos. Podem ter sido usados pela elite para afirmar seu poder e refinamento, mas parece certo que não se limitavam apenas à classe superior. Sociedades de raiz agrária como a etrusca muitas vezes tinham no banquete coletivo uma maneira de ritualizar a produção agrícola e consumir excedentes que se estragariam em pouco tempo.
Há evidências de que a elite dava grande atenção à higiene e à ornamentação pessoal, tinham médicos e dentistas, e apreciavam as disciplinas físicas e esportes. Moralistas gregos e romanos criticaram seus hábitos sexuais liberais, mas a visão do estrangeiro pode ser distorcida. Seu amor à ostentação da riqueza e do poder é atestado por várias fontes romanas, um aspecto associado à sua grande preocupação com a preservação do patrimônio. A julgar pela quantidade de marcos territoriais existentes, as questões práticas e simbólicas relativas às fronteiras entre os Estados e aos limites entre as propriedades particulares tinham grande relevo. Elas chegaram a fazer parte da sua mitologia, havendo lendas sobre deuses determinando tais limites e impondo penalidades para os transgressores.

## Relações com outros povos

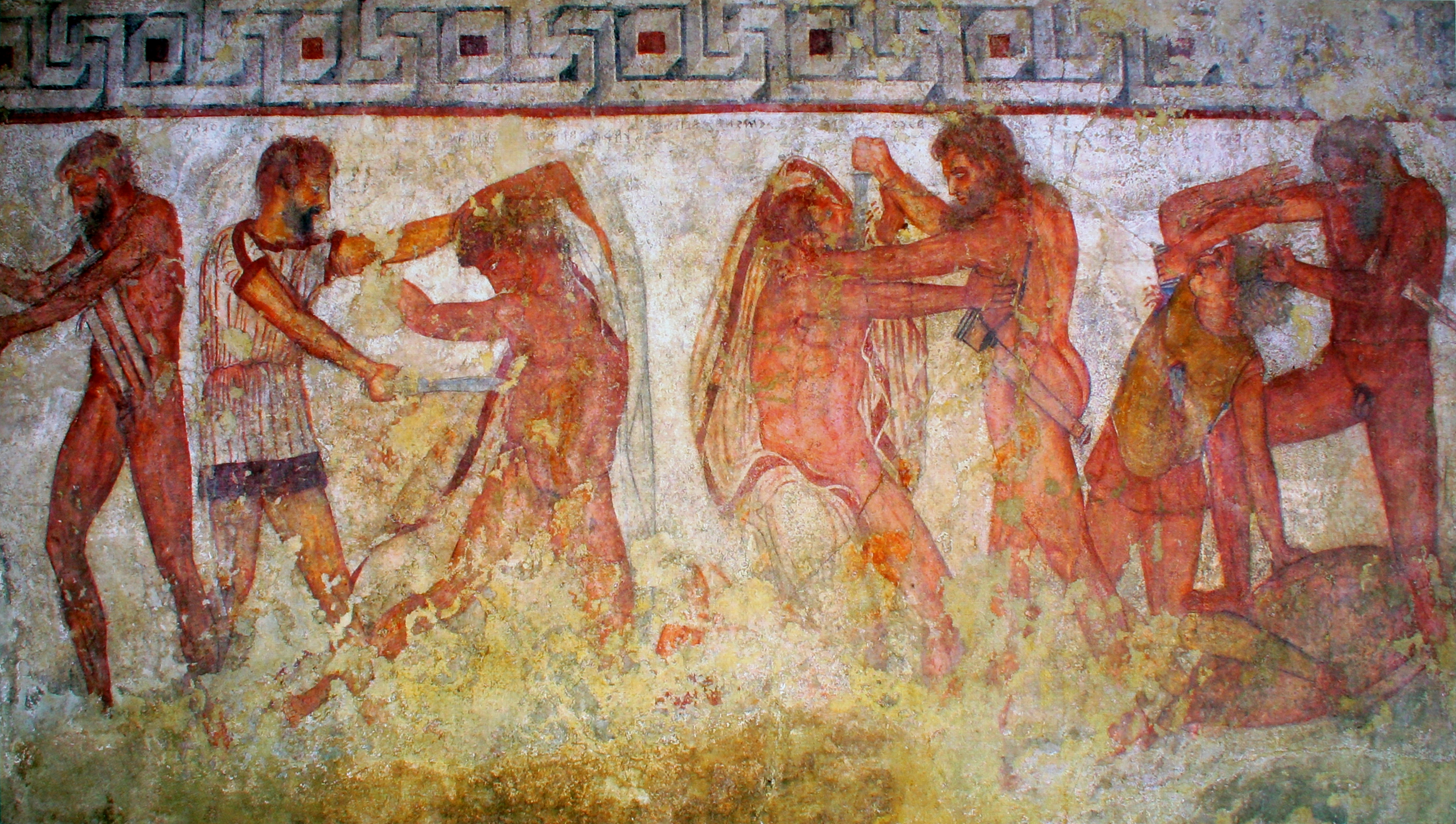
Afresco de 350- na Tumba François mostrando o episódio histórico da libertação de Célio Vibena, que viveu no século VIII a.C.

Durante toda a existência da sua civilização, os etruscos foram um povo comerciante, principalmente marítimo, embora também terrestre. Por outro lado, as suas terras viram-se invadidas várias vezes por povos bárbaros já que as suas cidades eram muito ricas e cobiçadas, eram passo obrigado para as férteis terras da Campânia e para chegar a Roma (como ocorreu, por exemplo, com a invasão de Aníbal). A princípio aliaram-se e repartiram as zonas de influência marítima com os fenícios, contra os helenos. Por volta do século IV a.C. estreitaram relações com Corinto e cessou a hostilidade com os gregos. Contudo, em 545 a.C. aliaram-se com os cartagineses novamente contra os gregos.
Tiveram numerosos inimigos. Desde um princípio, a Liga Latina (com Roma de aliada ou à frente da mesma), no Lácio; na Campânia os samnitas; nas costas e ilhas os siracusanos e cumanos e nas planícies do Pó os povos celtas. Apenas conservariam como aliado incondicional, durante toda a história desta civilização, os faliscos, povo que vivia a oeste do Tibre. Por volta de 300 a.C., aliaram-se com os gregos contra cartagineses e romanos, pelo controle das rotas comerciais. Ao redor de 295 a.C., uma liga de etruscos, sabinos, umbros e gauleses cisalpinos combateu contra Roma, saindo esta última vitoriosa. Contudo, em sucessivas alianças temporárias com os gauleses continuaram lutando contra os romanos, até ter lugar uma aliança com Roma contra Cartago. Após isso, os etruscos, já em decadência, começaram a ser absorvidos pelos romanos.

## Língua e literatura

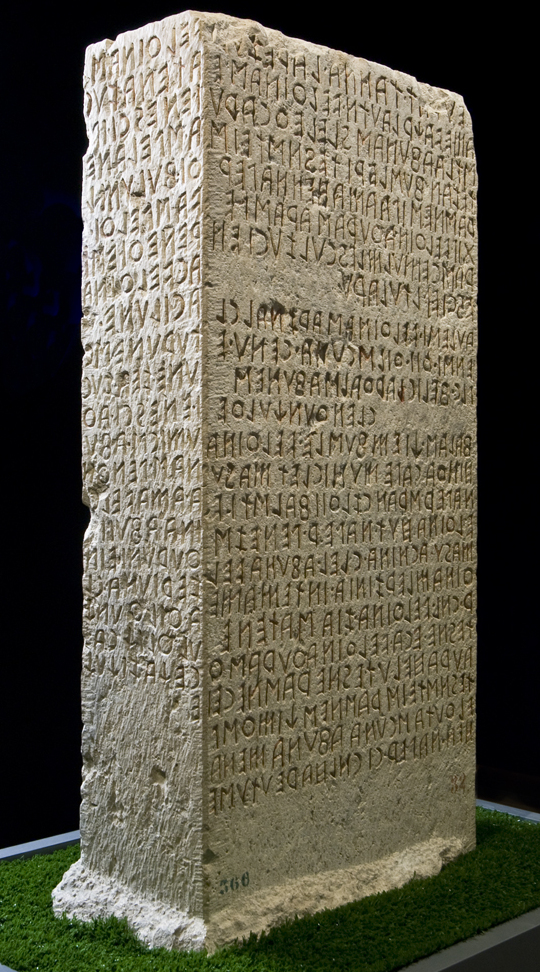
O Cipo de Perúgia, século III a.C.

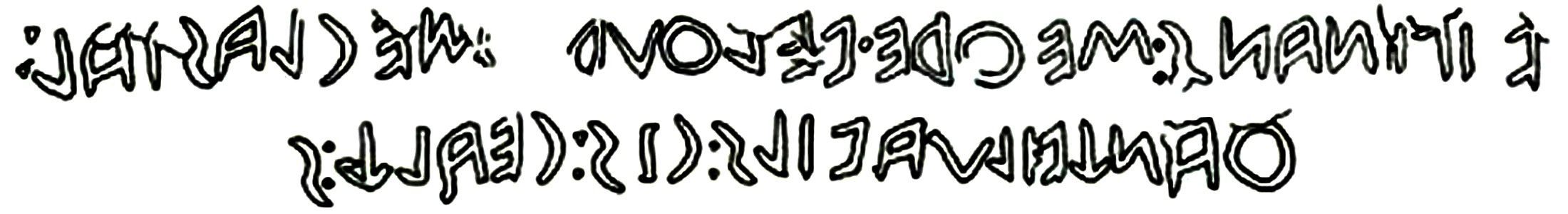
Inscrição no sarcófago de Sethre Vipinans. Transliteração: vipinans sethre velthur[u]s meclasial thanchvilu avils cis cealchs. Tradução: Sethre Vipinans (filho de) Velthur (e da filha de) Meclas, Thanchvilu, (viveu) 33 anos.

O etrusco é uma língua isolada e não aparentada com as línguas indo-europeias, e só é compreendida fragmentariamente. Têm sido propostas afinidades com várias outras línguas, como o basco, o armênio e o húngaro, mas essas supostas aproximações são objeto de grande discórdia entre os estudiosos. Já um parentesco com a língua lêmnia, também isolada, parece bem mais seguro. O etrusco utilizava uma variante do alfabeto grego, provavelmente absorvida através dos fenícios no fim do século VIII a.C., quando surgem as primeiras inscrições. Escreviam em geral da direita para a esquerda, às vezes a direção da escrita se inverte de linha para linha (bustrofédon), invertendo também a posição das letras. Seu alfabeto passou por modificações ao longo do tempo. Inicialmente tinha 26 letras, e no Período Clássico se estabilizou com 20, sendo 4 vogais e 16 consoantes. A escrita etrusca continuou em uso até o século I d.C. e deu origem ao alfabeto latino. A língua deixou de ser falada no período da Roma imperial, mas sobreviveu até o fim da Antiguidade em contextos religiosos.
Alguns aspectos da língua são mais claros que outros, como a fonética, já que se conhece a pronúncia do alfabeto grego, bem como as adaptações de palavras de línguas vizinhas; já a etimologia, morfologia e sintaxe são escassamente conhecidas. Também no vocabulário existem áreas mais e outras menos entendidas, e a tradução é razoavelmente segura apenas para poucas centenas de palavras. Já foram bem identificados por exemplo os nomes próprios e familiares, as designações de parentesco, os nomes dos deuses e fórmulas votivas, os títulos das magistraturas e as denominações de classes específicas de objetos, como os vasos, principalmente por causa do caráter do corpo de inscrições que sobrevive, que emprega esses tipos de palavras com muita frequência.
É desconhecido até que ponto a sociedade foi letrada e produziu literatura. A abundância de inscrições com contratos comerciais, transmissões de bens, nomes de magistrados e marcas de propriedade, assim como a existência de livros sagrados e de peças teatrais escritas, mencionados pelos romanos, atestam que pelo menos a elite e os sacerdotes eram letrados, mas não há sinais de uma literatura extensa. Talvez tenham produzido alguma literatura histórica. Os etruscos deixaram escritos sobre uma variedade de suportes, como tecido, placas de cera, marfim, madeira, pedra e metal, vasos, espelhos, esculturas, pinturas, ex-votos, armas, gemas preciosas, moedas e outros. Possivelmente conheciam e usavam o papiro. De tudo o que possam ter escrito, praticamente só restam inscrições curtas e pouco informativas. São conhecidas cerca de 14 000 delas, a maior parte sendo repetitivos epitáfios, contratos e fórmulas votivas, ou assinalam o nome do proprietário de certos objetos e marcam os limites de terras. Boa parte das inscrições já foi traduzida satisfatoriamente, embora sejam contínuas as controvérsias sobre a exatidão das versões oferecidas.
Além deste material, sobrevivem alguns outros testemunhos mais valiosos. O Livro de Linho ou Livro de Agram (em latim: Liber Linteus) é o texto etrusco mais extenso, com 281 linhas e cerca de 1 300 palavras. Escrito num rolo de linho, posteriormente foi cortado em tiras e utilizado no Antigo Egito para envolver o cadáver mumificado de uma mulher; conserva-se atualmente no museu de Zagrebe. Alguns outros textos de especial interesse são a Tabuleta de Cápua, com cerca de 390 palavras, o Epitáfio de Laris Pulena, com 59 palavras, a Tabuleta de Cortona, com c. 70 palavras, o Cipo de Perúgia com 130 palavras, o Fígado de Placência, com c. 45 palavras, e as Tábuas de Pirgos, com 36 ou 37 palavras, que apresentam a peculiaridade de ser um texto bilíngue em etrusco e púnico-fenício, ampliando consideravelmente o conhecimento da língua. A maioria das inscrições etruscas conhecidas e publicadas encontram-se recolhidas no Corpus inscriptionum etruscarum.

## Religião

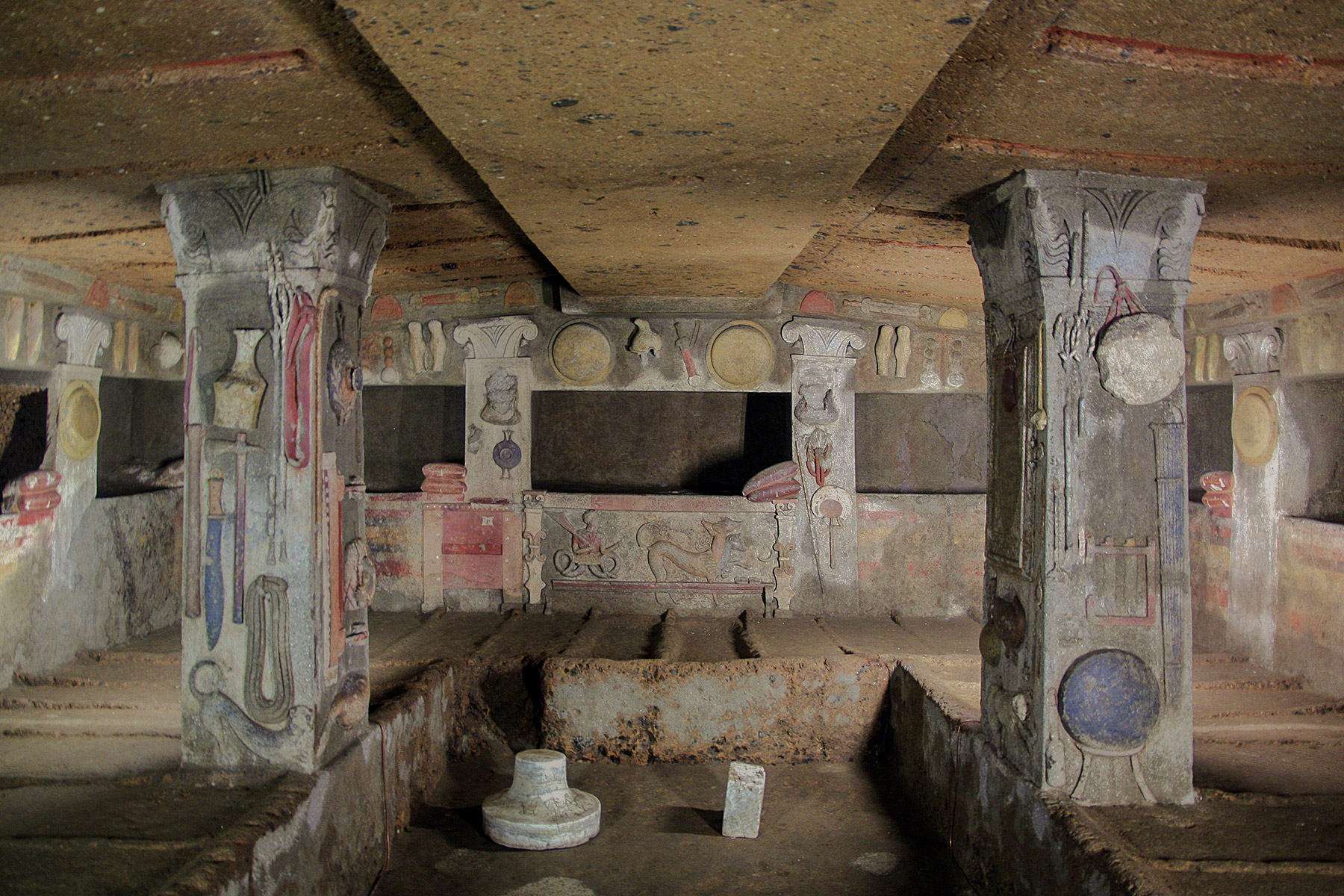
Aspecto da Tumba dos Relevos na Necrópole da Banditaccia

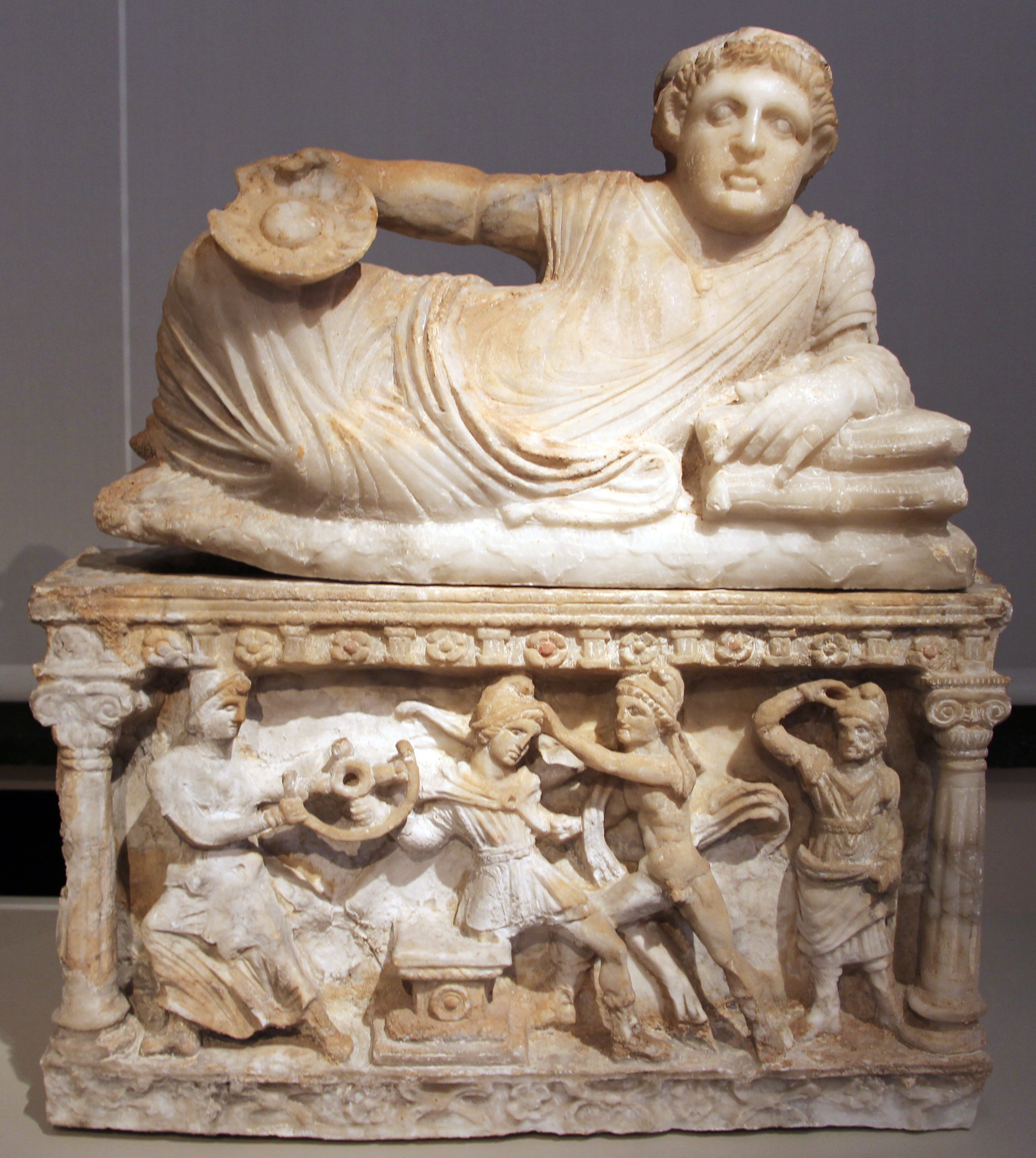
Urna cinerária decorada com imagem do morto, c.

Existem certas analogias com religiões orientais (especialmente com a de Suméria e Caldeia e mesmo a egípcia). O tipo de religião é politeísta de revelação, e estava plasmada numa série de livros sagrados conhecidos em seu conjunto como Etrusca Disciplina, que os romanos conheceram e comentaram mas depois foram perdidos. Partes sobrevivem em tradução grega. O primeiro, intitulado Livro dos Arúspices, aborda a arte da divinação; o segundo, Livro dos Raios, ensina como interpretá-los como augúrios, e o terceiro, Livro dos Rituais, tem um escopo mais largo, abordando desde as práticas rituais do culto, o destino, a duração da vida do homem e do Estado, até os padrões de vida que o indivíduo deveria alcançar e praticar. Havia ainda um Livro de Aqueronte, descrevendo o submundo, a vida no além e as formas de enterramento, e dois livros sobre os profetas Tages e Vegoia. Escritores gregos e romanos referem os etruscos como o povo mais religioso que conheciam. Sua vida era regida em grande parte por leis e regras de origem religiosa. Os sacerdotes denominavam-se arúspices, e sempre tiveram uma posição de privilégio na sociedade. Os arúspices especializavam-se em interpretar o que consideravam signos proféticos encontrados em entranhas de animais sacrificados, em fenômenos atmosféricos e no voo das aves, por exemplo, buscando desvendar a vontade divina.
A religião etrusca tem sido tradicionalmente entendida como uma adaptação da religião grega, mas sabe-se pouco sobre ela, apesar de ser uma das áreas mais estudadas de sua cultura e a que deixou mais material arqueológico. As pesquisas mais recentes indicam que houve mesmo vários pontos de contato entre ambas, mas em muitos aspectos a etrusca foi uma religião original, com características próprias. São conhecidos os nomes de várias divindades, geralmente associadas a divindades greco-romanas por escritores da Antiguidade, como Tínia (Zeus), Uni (Hera) e Menrfa (Atena), mas a correlação não é exata e suas funções precisas são obscuras. Alguns deuses parecem ser autóctones, como Tarchies. Segundo o testemunho romano, o deus mais poderoso era Voltumna, que parece ser o mesmo que Tínia. Ele, assim como a maioria dos outros, tinha uma sexualidade ambígua e variável. Acreditavam em poderes abrangentes e anônimos acima dos deuses, que personificavam o Destino. Cultuavam em templos urbanos e santuários rurais, que não costumavam ser grandes ou luxuosos, mas alguns foram ricamente decorados. Estátuas e imagens não eram uma necessidade para o culto, mas um altar estava sempre presente e o ato de dedicar oferendas materiais como presentes e comida aos deuses era central na ritualística, inclusive a funerária. Sacrifícios de animais eram comuns mas a prática de sacrifícios humanos é controversa, e se existiu foi rara. Parecem ter praticado também uma forma de culto aos ancestrais. Existia a crença na existência de demônios maléficos e no retorno periódico de uma Idade Dourada. Um cerimonial complexo estava vinculado à morte e ao enterramento, refletido na importante arte e arquitetura fúnebre que sobrevive. A prática da cremação dos corpos competia com a da inumação, ocorrendo variações na popularidade de cada uma ao longo dos tempos e entre as várias regiões. As pequenas urnas cinerárias construídas em formato de mini-templo ou decoradas com relevos e uma figura reclinada do morto na tampa, são uma das tipologias artísticas mais típicas de sua cultura.

## Arquitetura

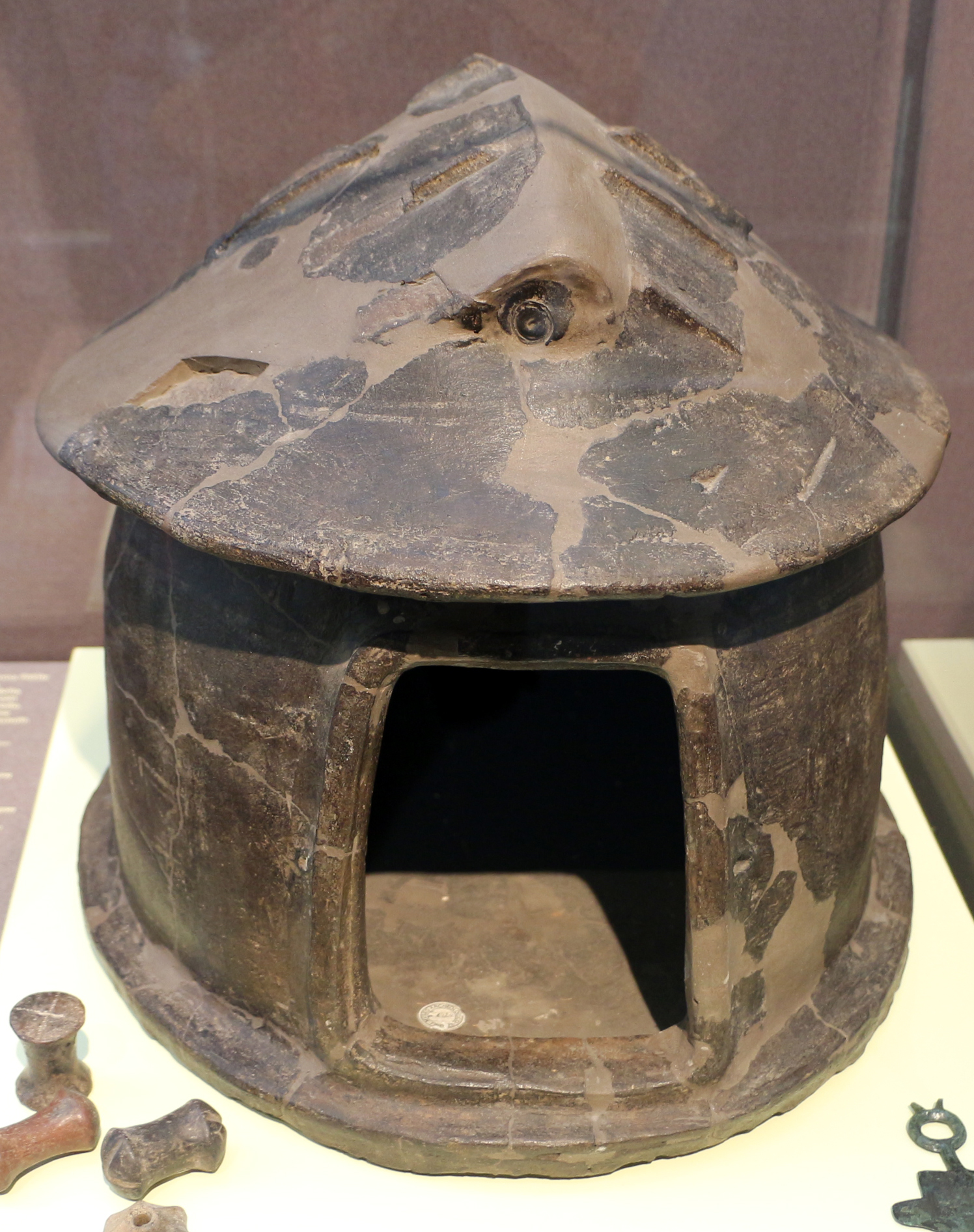
Urna em cerâmica do Período Villanova imitando o formato de uma cabana

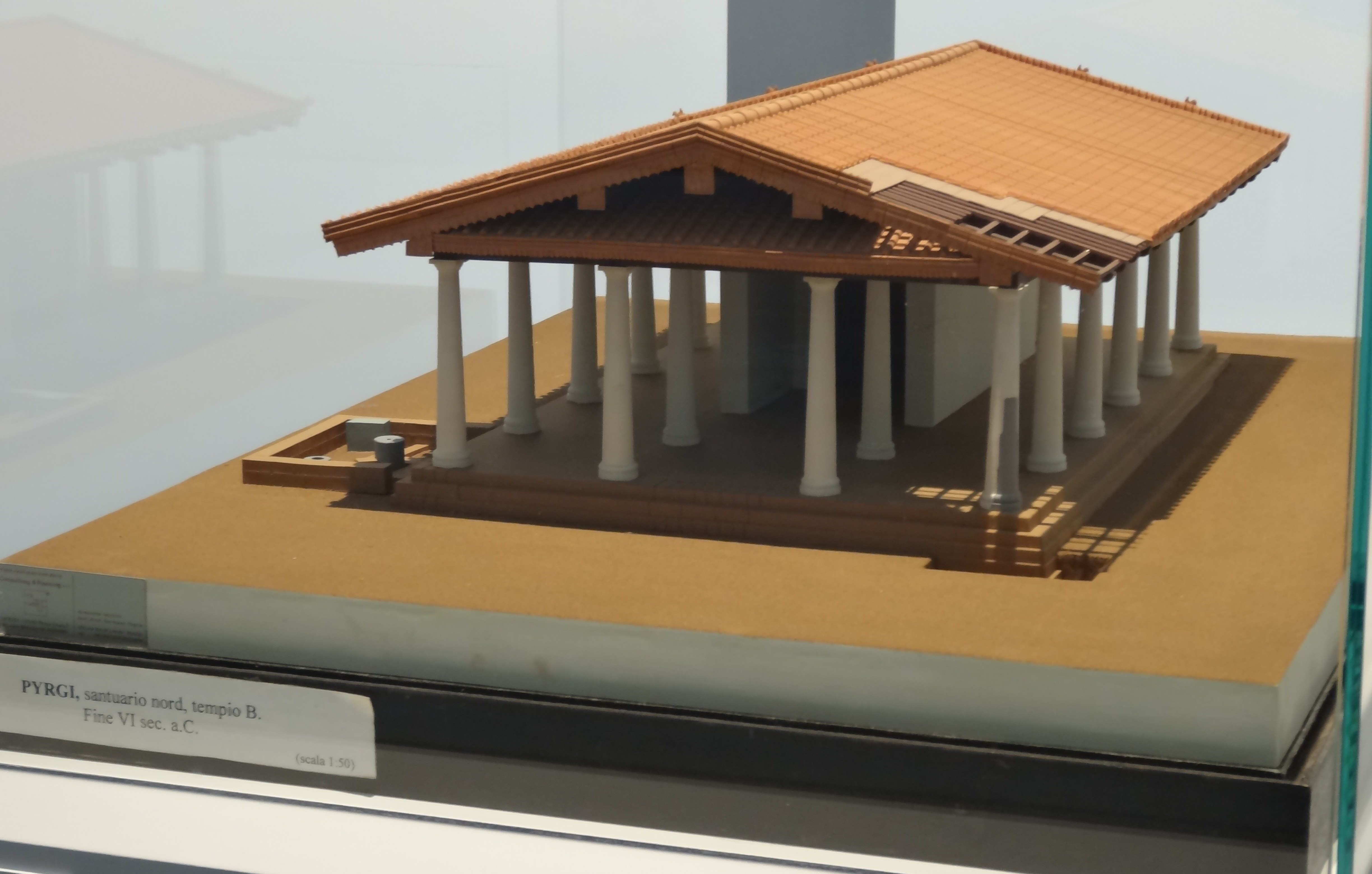
Maquete do Templo B de Pirgos

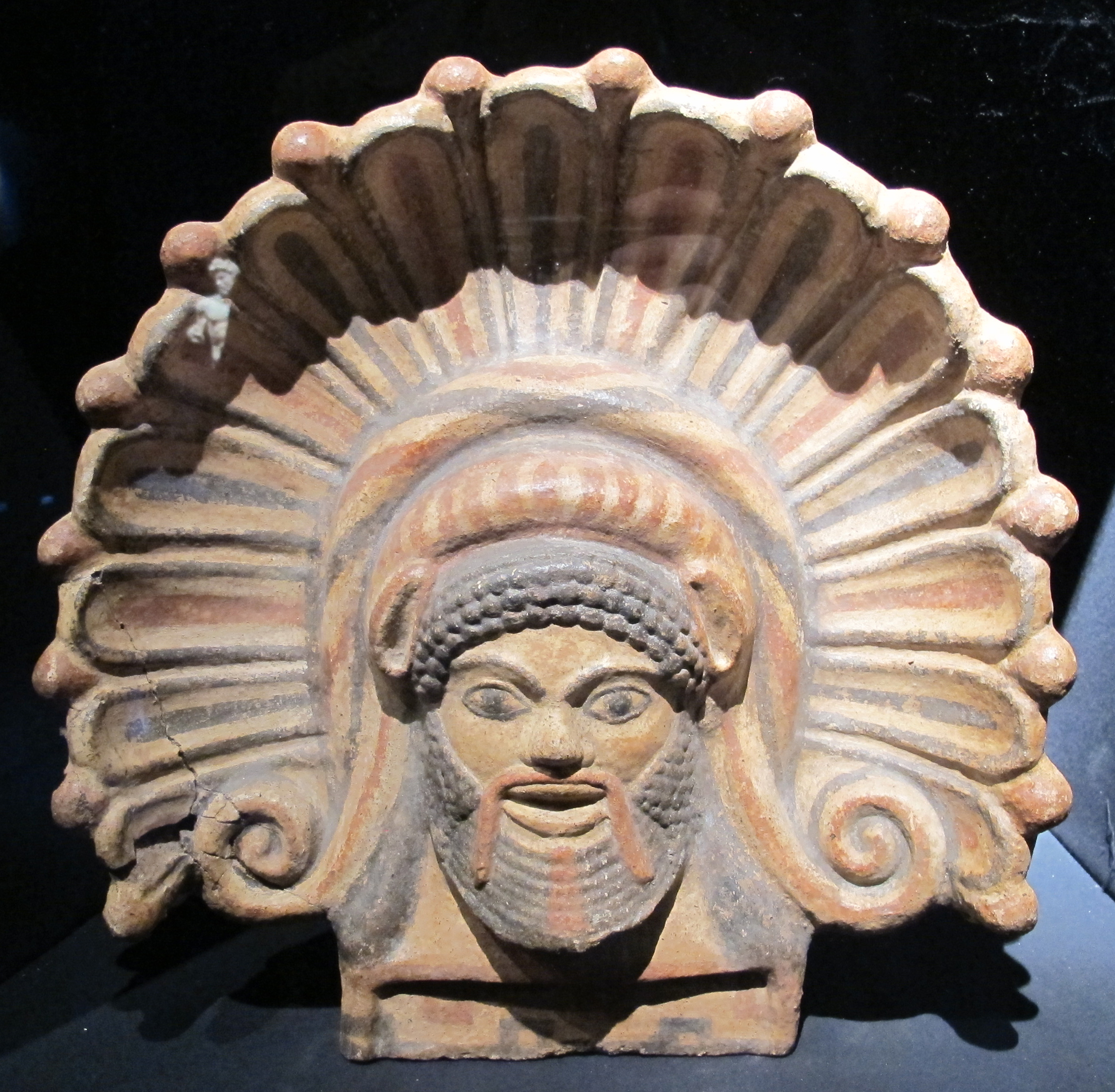
Os antefixos de terracota com cabeças em relevo, instalados em beirais de telhados, foram um dos elementos decorativos mais típicos da arquitetura etrusca de grandes dimensões

Das suas cidades e palácios pouco se sabe e quase nada subsiste, construídos em sítios habitados ininterruptamente até a contemporaneidade e extensivamente remodelados sucessivas vezes. O que parece claro é que a arquitetura local evoluiu a partir de tradições autóctones, e a partir do século VIII a.C. passou a incorporar a influência grega e oriental. Como em todas as outras áreas da sua cultura, eles não se limitaram a imitar os modelos estrangeiros, mas se deram a liberdade de experimentar uma variedade de soluções ornamentais, estruturais e funcionais de sua própria invenção. Um tipo de cabana rural primitiva é conhecido através de urnas em cerâmica que reproduzem sua forma básica, com uma peça única de planta ovalada, uma grande porta quadrada de entrada e um telhado de duas águas. O material de suas paredes é incerto. Provavelmente eram construídas de barro com estrutura em gaiola de madeira e cobertas de palha, mas podiam ter paredes de madeira. O uso da pedra para a construção de habitações foi muito raro, mesmo entre a elite.
Já nas primeiras fases do processo de urbanização acelerada, que inicia no século VIII a.C., as plantas ovais das antigas cabanas de aldeia desaparecem e ganham traços retilíneos. As casas se reforçam e ganham durabilidade, sendo levantadas em tijolos e às vezes em adobe ou enxaimel, com telhados de forte estrutura de madeira coberta de palha densa e impermeável ou uma mistura de palha e barro, pouco mais tarde coberta de telhas cerâmicas. A transição para edificações mais resistentes cobertas de telhas foi rápida e parece ter sido um esforço concentrado e deliberado da sociedade, possivelmente sob a coordenação da autoridade central das cidades. No início do século VI a.C. a tecnologia de construção alcançou seu ponto mais alto e então parece ter estabilizado, sofrendo pequenas variações nos séculos seguintes.
Parece claro que a aristocracia devia morar confortavelmente em ambientes espaçosos, e subsistem alguns fundamentos do que se supõe sejam palácios ou edifícios públicos de grandes proporções, erguidos em tijolos e organizados em torno de um pátio aberto quadrangular, cobertos de telhas cerâmicas e decorados com relevos de terracota. Mesmo as habitações da população urbana comum mantiveram como referência estrutural uma área semipública e aberta de uso múltiplo. Apareceram muitas variações regionais mas um esquema básico é recorrente. A área aberta se localizava de início na frente, comunicando-se diretamente com a via pública, e se integrava por galerias ou um pórtico coberto à área de habitação, cujos aposentos se abriam diretamente para ela. Permitia-se desta maneira um livre trânsito entre o espaço público e o privado, cujos limites eram imprecisos, e também um livre convívio entre os vizinhos. Mais tarde o pátio foi envolvido pelo bloco construído, dispondo uma fileira de aposentos de uso múltiplo na parte de trás, incluindo uma cozinha, e às vezes uma outra área aberta nos fundos do terreno para depósitos. Se a casa fosse grande podia haver aposentos nas laterais do pátio e outras dependências. Mesmo assim a separação entre o espaço público e o privado parece ter continuado frouxamente delimitada. Essa grande abertura do individual ao coletivo sugere que era uma sociedade unida por fortes laços de reciprocidade e que dava grande importância à família, sugestão que é reforçada por outras evidências. A iconografia indica que muitas habitações possuíam dois pisos e tinham decorações em relevo na forma de frisos ou antefixos.
Parecem ter concebido um plano ideal para as cidades, com uma urbanização em grade ao modo romano, mas ele poucas vezes pôde ser implementado devido à acidentada geografia da maioria dos sítios de assentamento. Locais de culto estavam nos pontos mais elevados e os cemitérios se localizavam fora dos muros. Tais muros, erguidos primeiro em tijolo e logo em pedra, evoluíram de uma técnica rústica, que produziu amontoados pouco organizados de pedras mal aparadas, até alinhamentos de pedras bem polidas ajustadas com precisão.
Vitrúvio deixou um relato valioso sobre a arquitetura sacra. Dos seus templos restam apenas as fundações e alguns elementos decorativos. Os templos começam a aparecer no século VII a.C., antes os etruscos costumavam cultuar em recintos ao ar livre. Superficialmente parecidos com os templos gregos, apresentavam notáveis diferenças: costumavam ser menores, de planta quadrangular, sem peristilo, somente com uma ou duas fileiras de colunas de madeira da ordem toscana na fachada ou em três das quatro faces, criando um átrio coberto por telhado de duas águas com estrutura de madeira e forrado de telhas cerâmicas. Ao fundo do átrio havia uma câmara fechada, construída em tijolos secos ao Sol e habitualmente subdividida em três pequenos compartimentos dedicados a diferentes deuses. O pódio era o único elemento de pedra, e o telhado podia ser decorado com estátuas acroteriais e antefixos em cerâmica. No fim do século VI a.C. surgem templos maiores e mais majestosos que podem incluir um frontão triangular com decoração em relevo. Aparentemente os templos funcionavam não só como lugares de culto, mas também como centros de convívio, depósitos de riquezas coletivas, centralizavam mercados e serviam como passarelas da elite, e podem ter sido revestidos de associações políticas e identitárias. Santuários rurais podiam assumir variadas formas ou se resumir a altares em locais abertos, divergentes do padrão básico antes descrito.
Os etruscos conheciam o arco de meio ponto, a abóbada de canhão, e a cúpula, elementos que utilizaram, entre outras coisas, para a construção de pontes e portões monumentais. Também construíram canais para drenar as zonas baixas, levantaram muralhas defensivas de pedra, mas, sobretudo, destacou-se a arquitetura funerária. Neste campo são mais importantes os hipogeus principescos, enterrados sob montes artificiais de terra, em cujo interior cavavam sepulcros revestidos de pedra e divididos em geral em várias câmaras, muitas vezes imitando a planta de uma habitação, usados por muitas gerações. Muitos foram encontrados com ricos espólios de urnas funerárias e sarcófagos decorados, além de ex-votos e ofertas variadas aos deuses e objetos dedicados ao morto, como vasos, mobiliário, joias e armas, alusivos à sua identificação e ao seu renome, suas dignidades e suas conquistas. As classes mais baixas eram sepultadas em tumbas mais simples, havendo diversos cemitérios etruscos com grande número de pequenos enterramentos. Um dos túmulos mais conhecidos é o Hipogeu dos Volumni, nos arredores de Perúgia, um dos muitos túmulos da Necrópole del Palazzone. Outro enterramento importante é a Tumba Regolini-Galassi, encontrada intacta, com uma múmia principesca coberta de ouro e um grande acervo de objetos fúnebres. Já a Tumba do Leopardo, a Tumba dos Relevos, a Tumba do Triclínio, a Tumba da Caça e da Pesca, entre outras, são notáveis pela sua expressiva decoração mural.

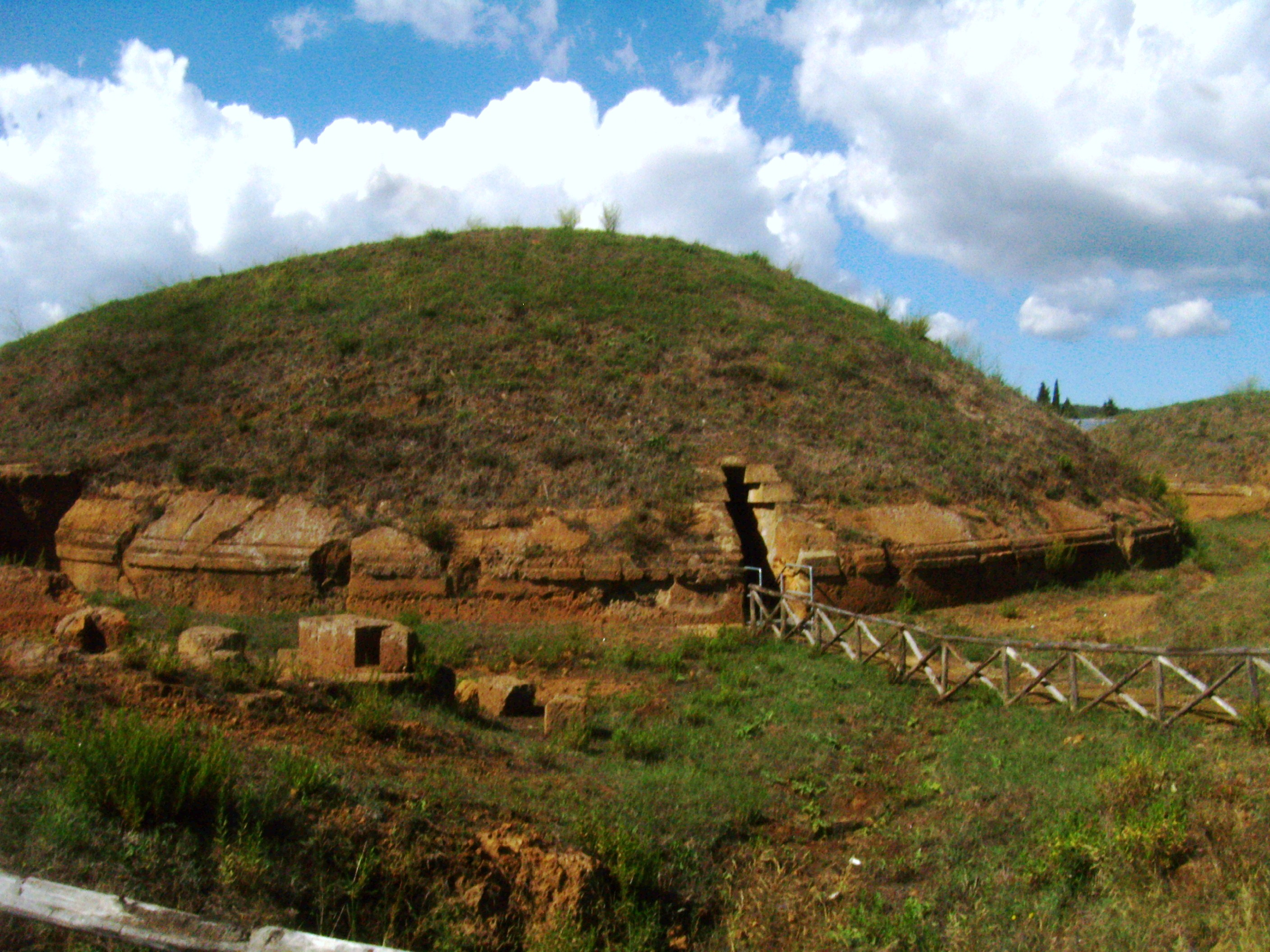
Túmulo principesco na Necrópole da Banditaccia
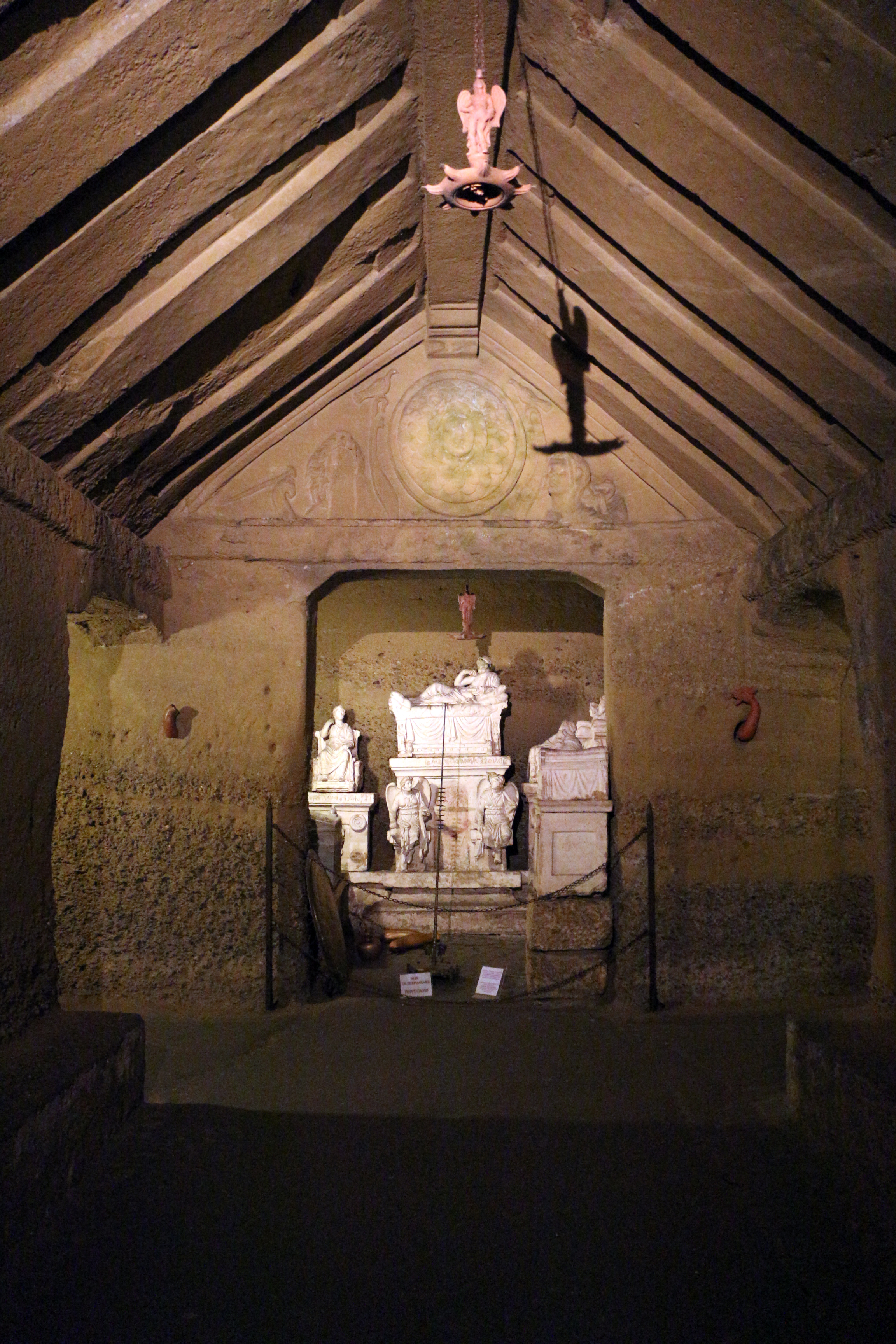
Interior do Hipogeu dos Volumni
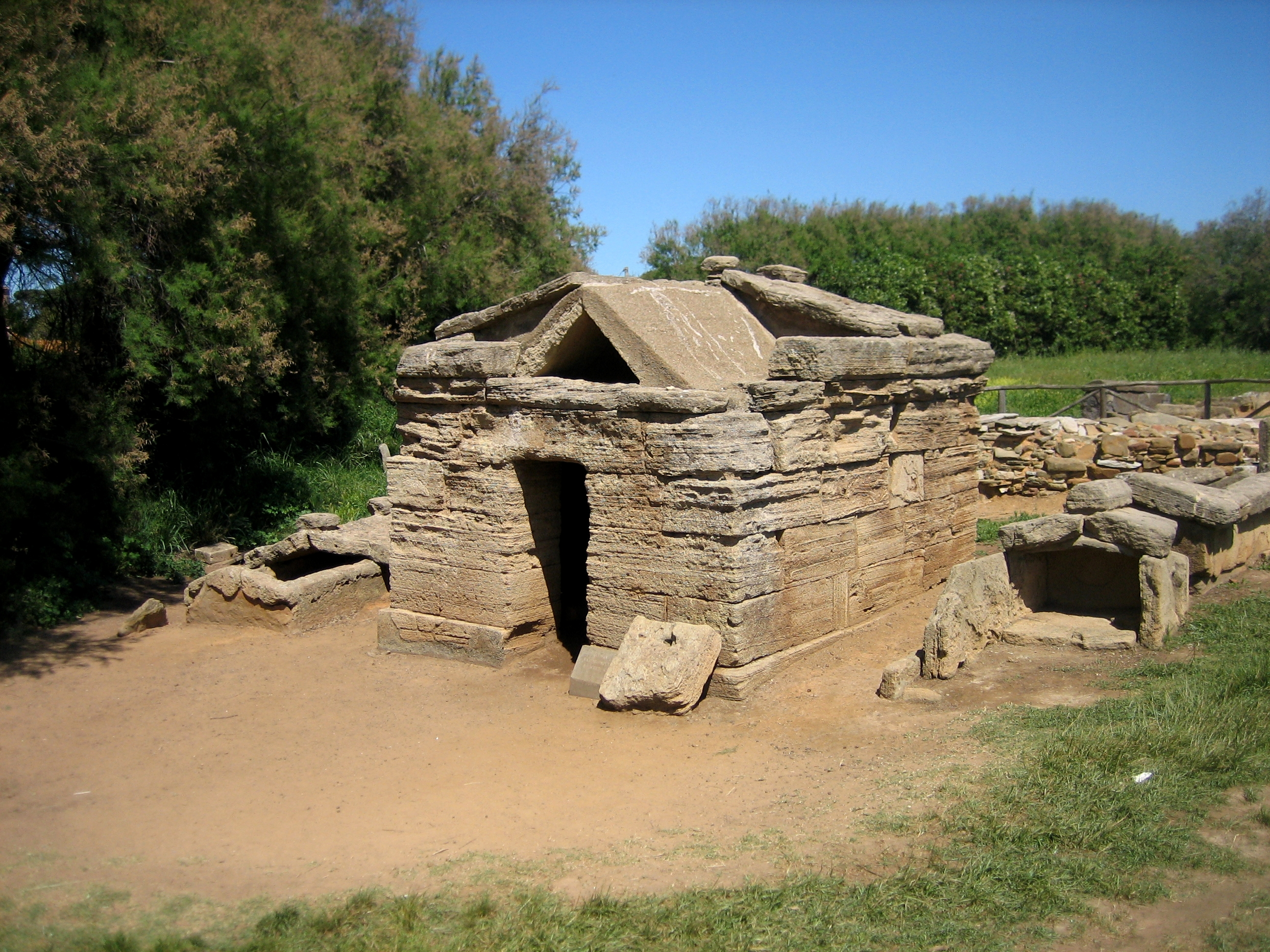
Mausoléu na Necrópole de Populônia
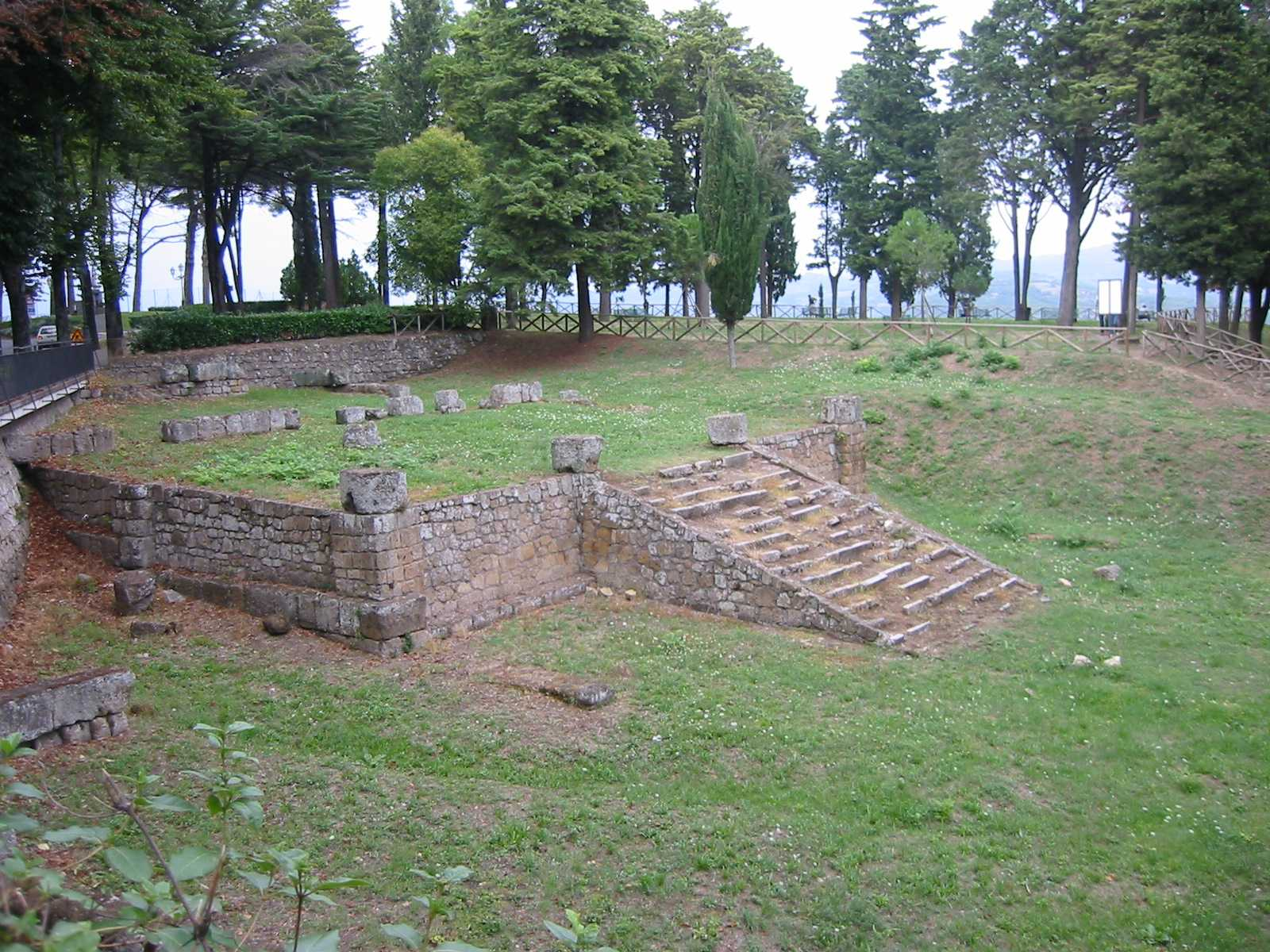
Pódio em pedra do Templo do Belvedere em Orvieto
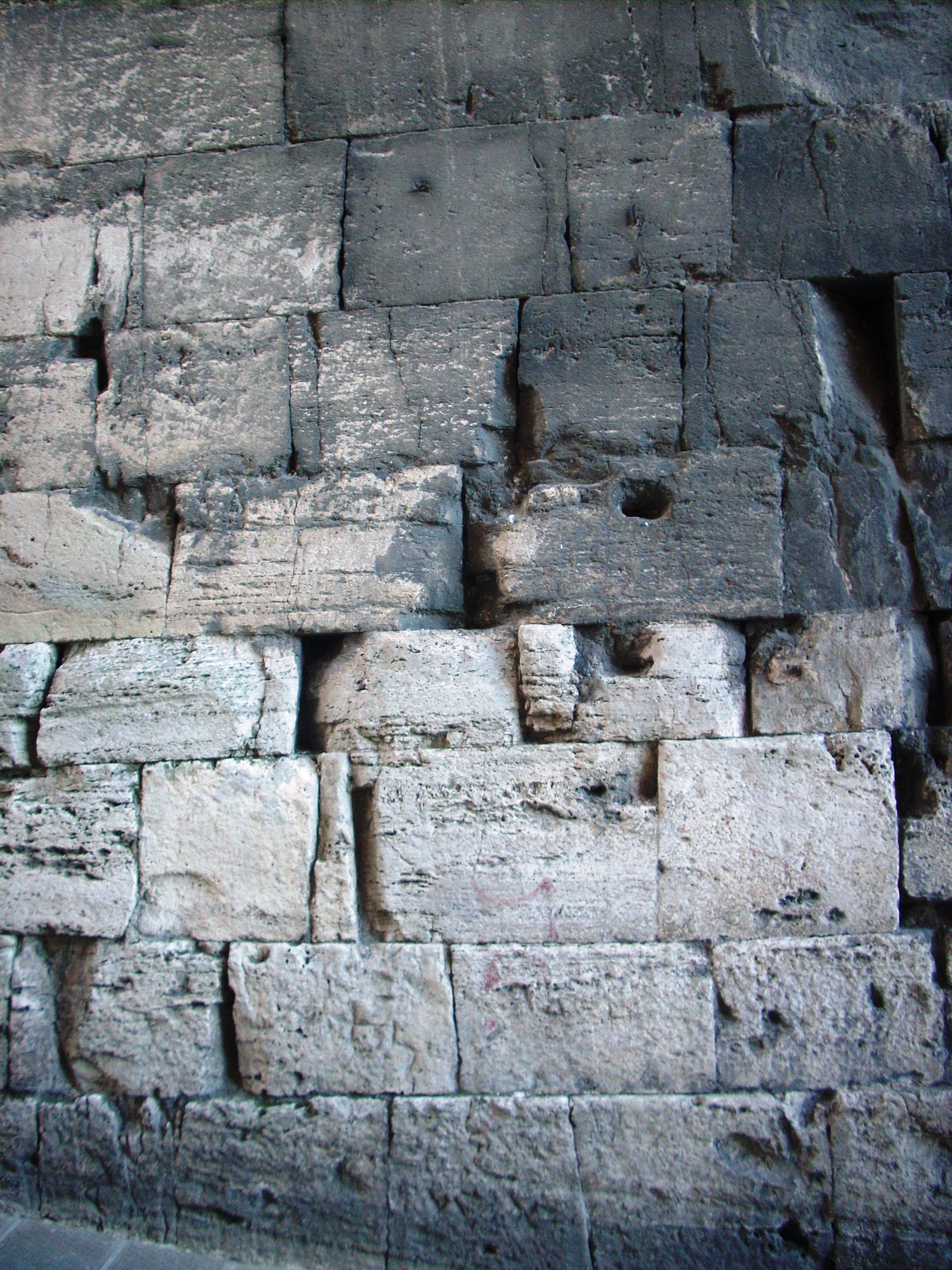
Trecho de muralha etrusca em Perúgia

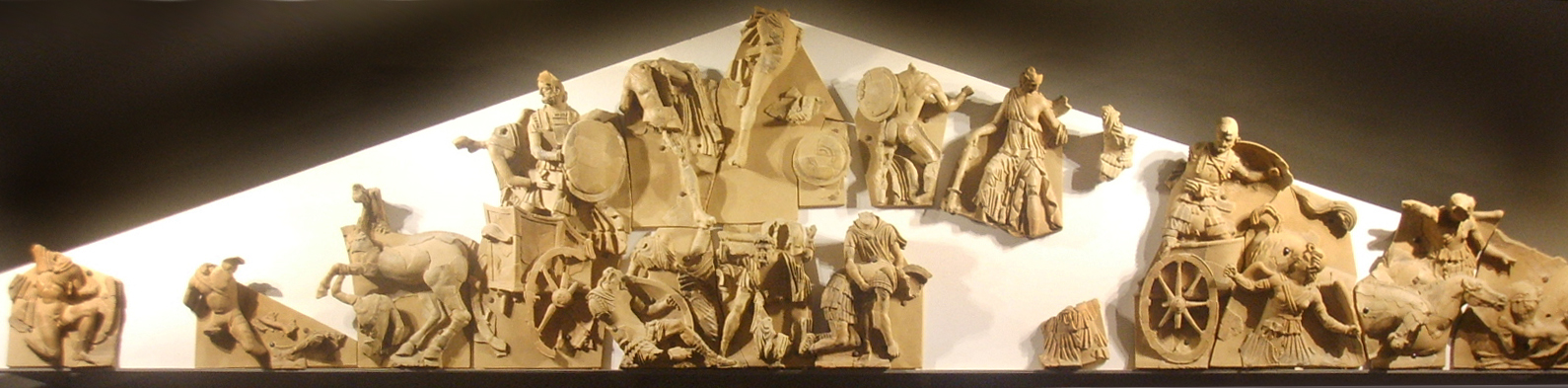
Frontão decorado do Templo de Talamone, século II a.C.

## Arte

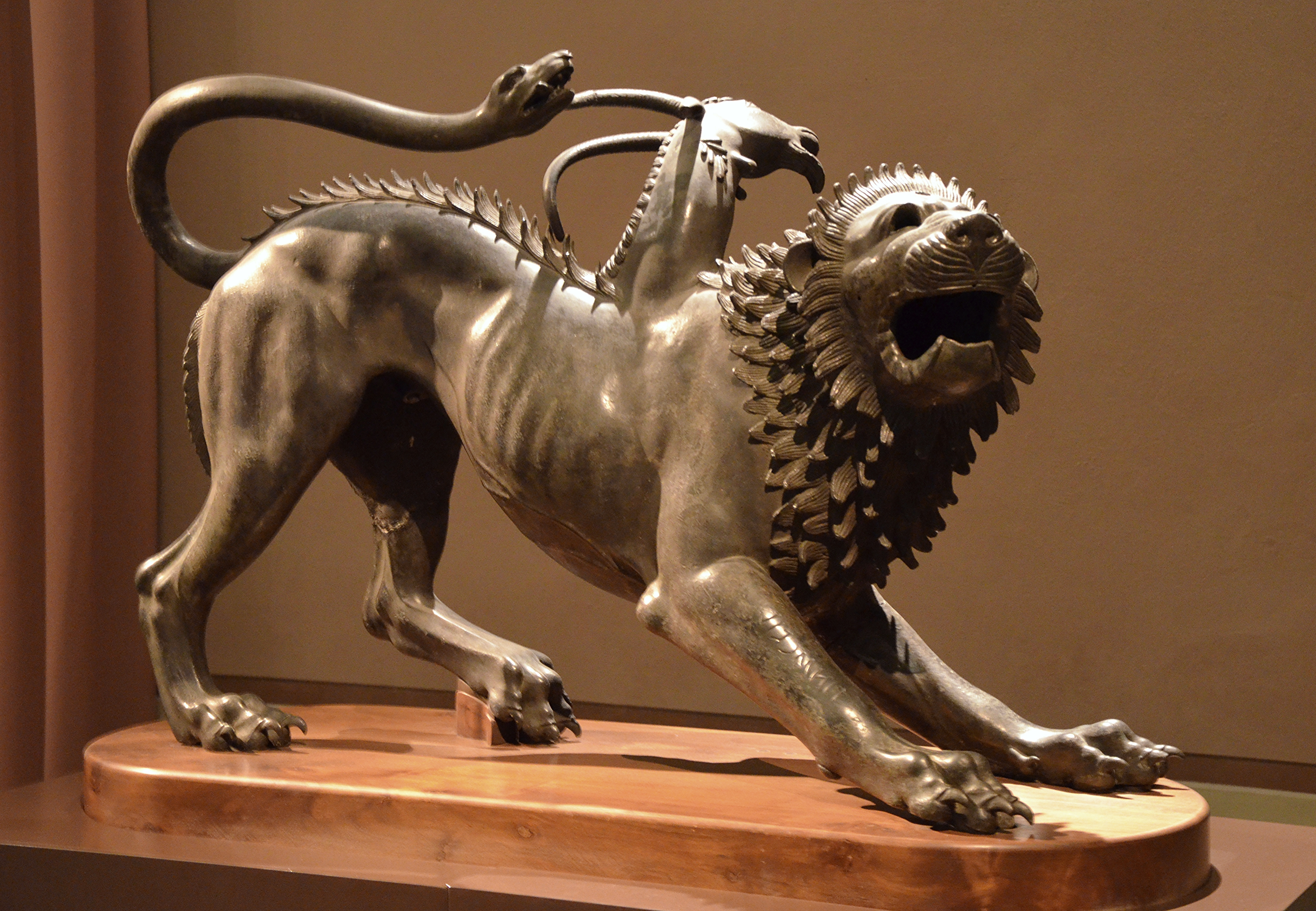
A Quimera de Arezzo, bronze, possivelmente o artefato etrusco mais afamado, c.

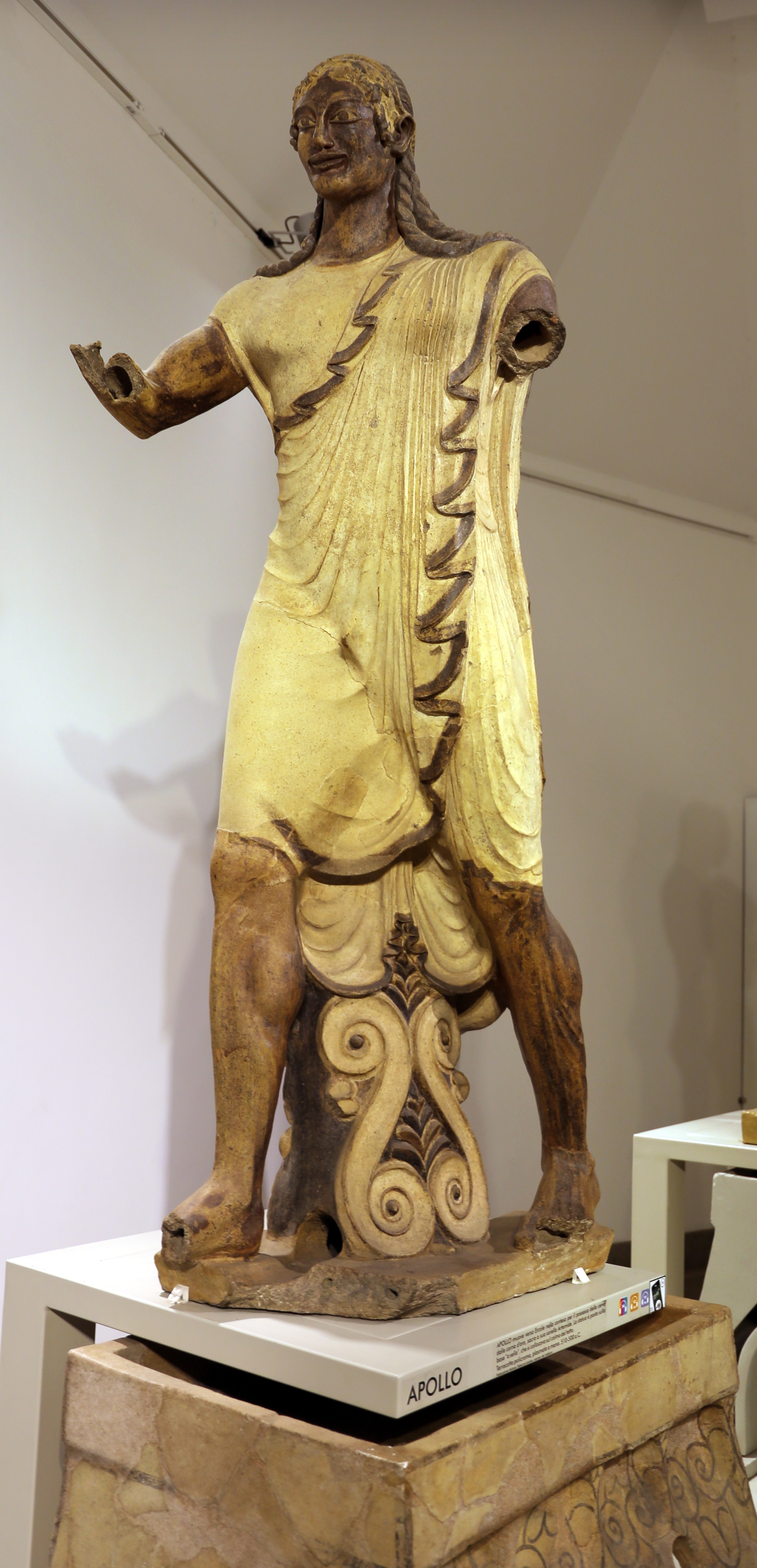
Apulu de Veios, terracota policroma, século VI a.C.

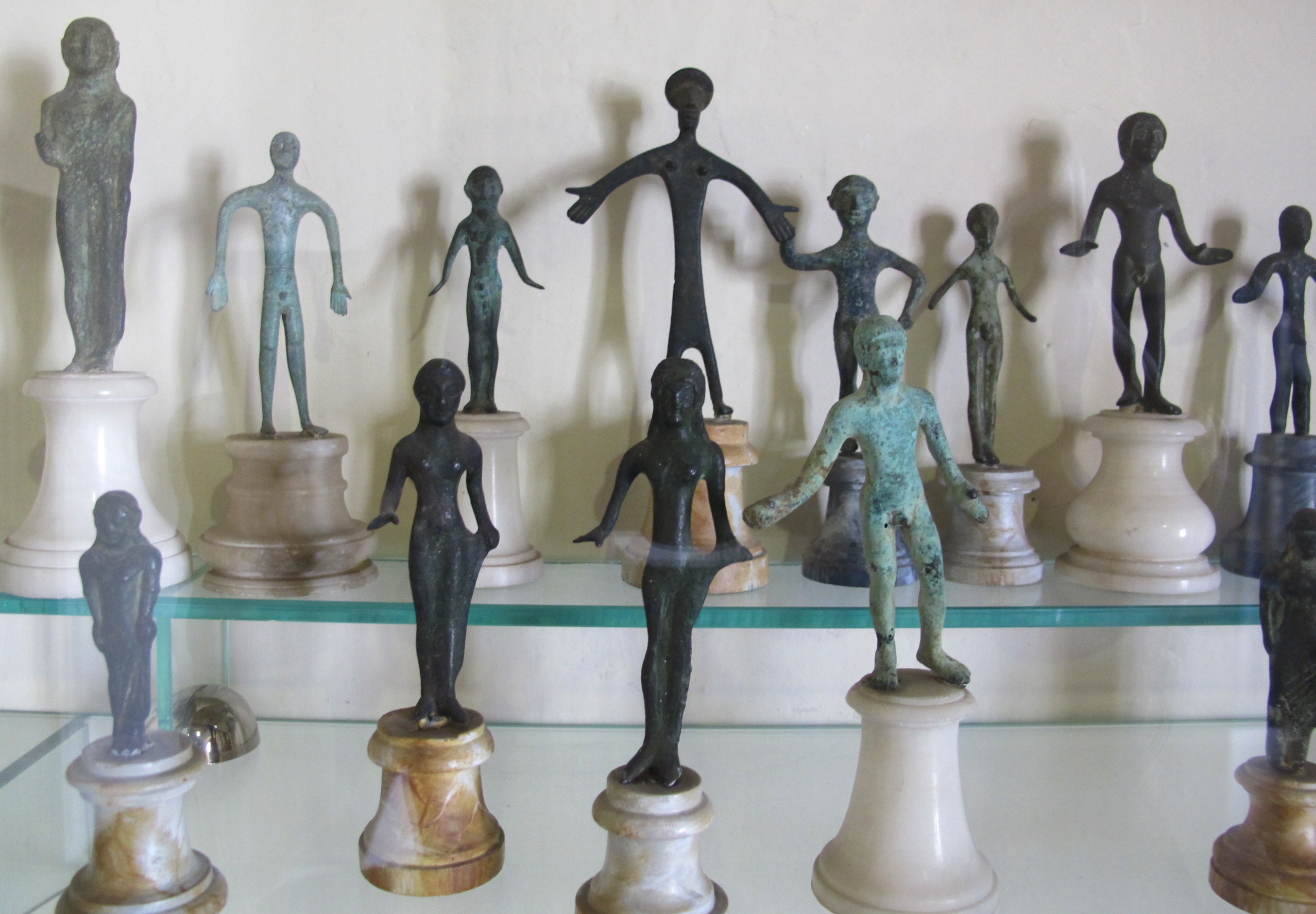
Estatuetas votivas, bronze, 510-

Destaca-se a arte funerária, que perfaz o maior legado arqueológico etrusco. Criaram variados tipos de sepulcros subterrâneos, sendo os mais importantes os túmulos principescos escavados em montes artificiais que aparecem a partir do século VIII a.C., que em geral continham um rico espólio de oferendas aos deuses e aos mortos. Essas oferendas consistiam de objetos de uso cotidiano como vasos e móveis, insígnias de autoridade e poder, armamentos, adornos corporais, estatuária, ex-votos, joalheria e outros. Desde o período Villanova foram grandes metalúrgicos, verdadeiros artistas do ferro e do bronze, produzindo sofisticadas peças decorativas, vasos rituais, ferramentas, acessórios de cavalaria, elmos e armas de elegante desenho e com requintes ornamentais. Evolução semelhante ocorreu na ourivesaria. Instigados pelo exemplo dos itens de luxo orientais, que importavam em massa para atender aos desejos de consumo e ostentação da elite emergente, os artesãos locais vieram a dominar com perícia a manufatura em cerâmica, vidro, marfim, prata, cobre, madeira, âmbar, pedras preciosas e outros materiais, e as técnicas artísticas da escultura em pedra, metal e terracota e a pintura em vasos e afrescos foram igualmente cultivadas.
Esculturas de grandes proporções foram raras, e preferiram para elas a terracota, sendo particularmente notáveis as figuras instaladas nos templos de Veios, Luni e Talamone, mas alguns raros exemplos em bronze atestam sua perícia neste campo, como o Arringatore, o Marte de Todi e a Quimera de Arezzo. Já as diminutas estatuetas em bronze, de formas muito simplificadas e acabamento rústico, são encontradas aos milhares em toda a Etrúria, sendo uma forma extremamente popular de ex-voto. A pedra, sempre muito rara, foi usada principalmente em sarcófagos e urnas cinerárias da elite, mas também restam algumas estelas, estatuetas e relevos. São originais as urnas cinerárias em forma de mini-sarcófagos decorados com relevos e uma imagem do falecido na tampa, e os vasos em estilo púcaro (bucchero), em cerâmica negra, que imitavam os vasos de bronze muito mais custosos; foram produzidos em massa e tiveram uma recepção excepcional em uma grande área do Mediterrâneo.
Da sua pintura o que se conhece são os afrescos sepulcrais e a decoração dos vasos cerâmicos, que ilustram episódios e personagens da mitologia, cenas do cotidiano, cerimônias públicas e religiosas, festas, caçadas e guerras. As pinturas são pesadamente dominadas pelo desenho, uma linha nítida tende a contornar todas as formas, preenchidas por cores planas. Ao longo dos séculos o tratamento das figuras tende a ser cada vez mais naturalista, surgindo sombreados. Não empregavam a perspectiva. Motivos geométricos e vegetais permanecem comuns na decoração de frisos e vestimentas. Em todos esses campos deixaram arte de qualidade excelente, que interessa tanto ao público como aos pesquisadores até hoje, considerada fascinante, bela e misteriosa. Seu interesse pela música e dança é atestado por abundante iconografia, e os romanos referem que apreciavam encenações dramáticas e poesia.
Embora a arte etrusca, como outras artes do Mediterrâneo, se visse influenciada fortemente pela arte da Grécia Antiga, assimilou ainda elementos fenícios, assírios, egípcios e cartaginenses. O comércio internacional sempre foi um dos aspectos fortes da economia, fizeram contato direto ou indireto com muitos povos diferentes, compraram uma abundância de bens do estrangeiro assimilando sua influência cultural, e produziram em resposta uma outra abundância, onde os elementos importados dialogam incessantemente com a iconografia, a simbologia e o gosto locais, ganhando características tipicamente etruscas. Mais do que copistas ou epígonos, souberam selecionar conscientemente e amalgamar uma variedade de fontes para criar uma linguagem que é única. O acervo de objetos que legaram aos dias de hoje oferece uma pletora de formas, imagens, padrões e símbolos, mostrando o quanto sua sociedade chegou a ser dinâmica, cosmopolita, opulenta, sofisticada e original. Permanece em debate até que ponto essa influência estrangeira representou uma verdadeira transformação na cultura e na maneira como os etruscos viam a si mesmos ou se foi mais uma assimilação decorativa e superficial de estéticas exóticas e atraentes para eles. Como observou Jane Evans, a grande quantidade de vasos gregos encontrados na Etrúria "pode antes ter reforçado conceitos etruscos sobre poder e comércio do que refletir um interesse dos etruscos em serem gregos". A sua evolução é usualmente periodizada na sequência abaixo, mas a datação de cada período é controversa:
- Período Villanova (c. 1 100 a.C.).
- Período Orientalizante (c. 750 a.C.)
- Período Arcaico (c. 575 a.C.)
- Período Clássico (c. 490 a.C.)
- Período Helenístico (c. 300–90 a.C.)

O esquema é frequentemente associado à periodização da estética grega, mas a correlação não é exata. O sentido geral da evolução estética é passar da estilização, rigidez e geometrização do período Villanova para um crescente naturalismo e refinamento técnico e formal nos períodos posteriores, abandonando uma linguagem visual primariamente simbólica para outra que cada vez mais adquiriria caráter narrativo. A evolução não foi linear, sofreu influências externas múltiplas e as diferentes regiões criaram tradições próprias.

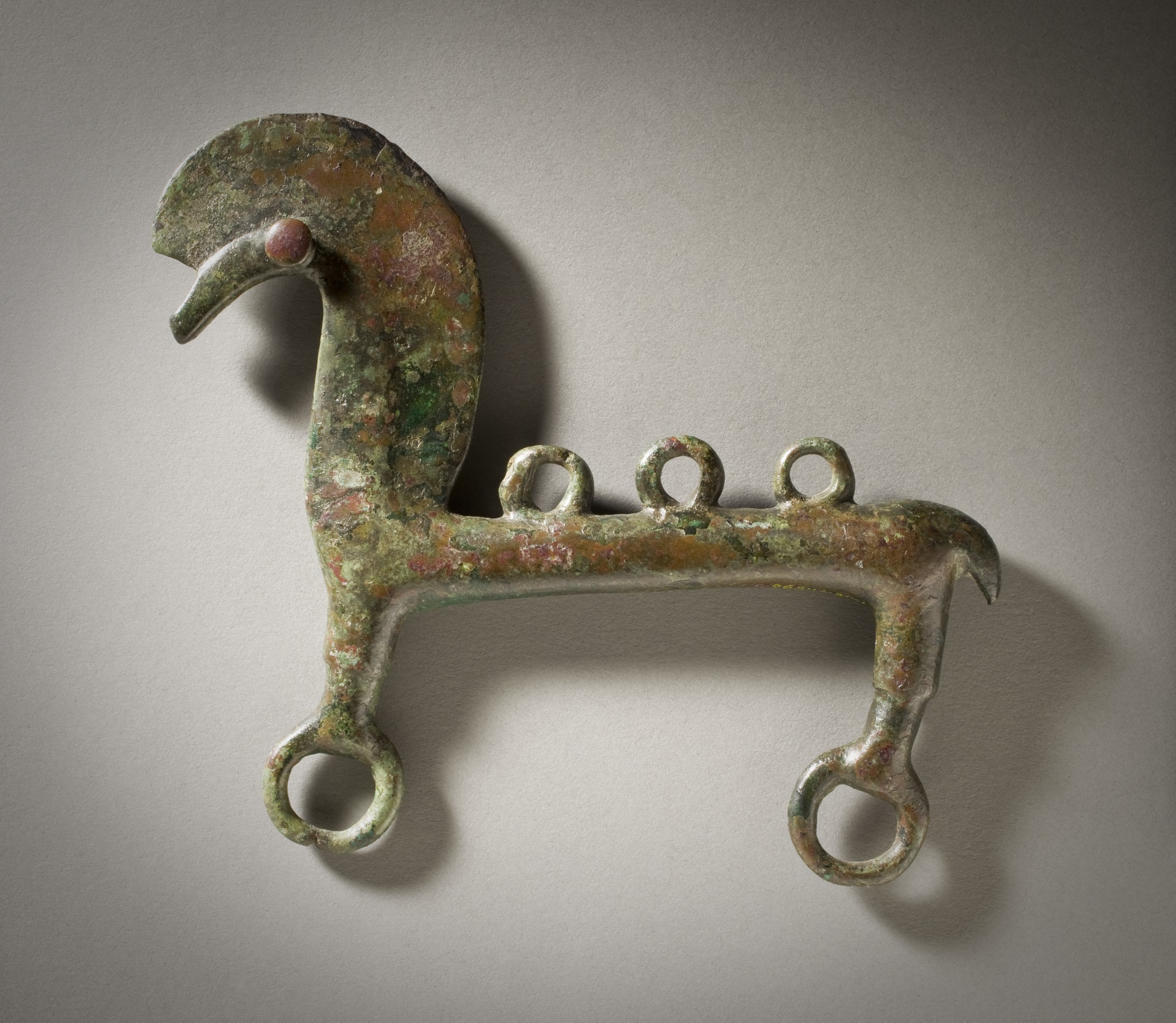
Arreio decorado, bronze, século IX-VIII a.C.
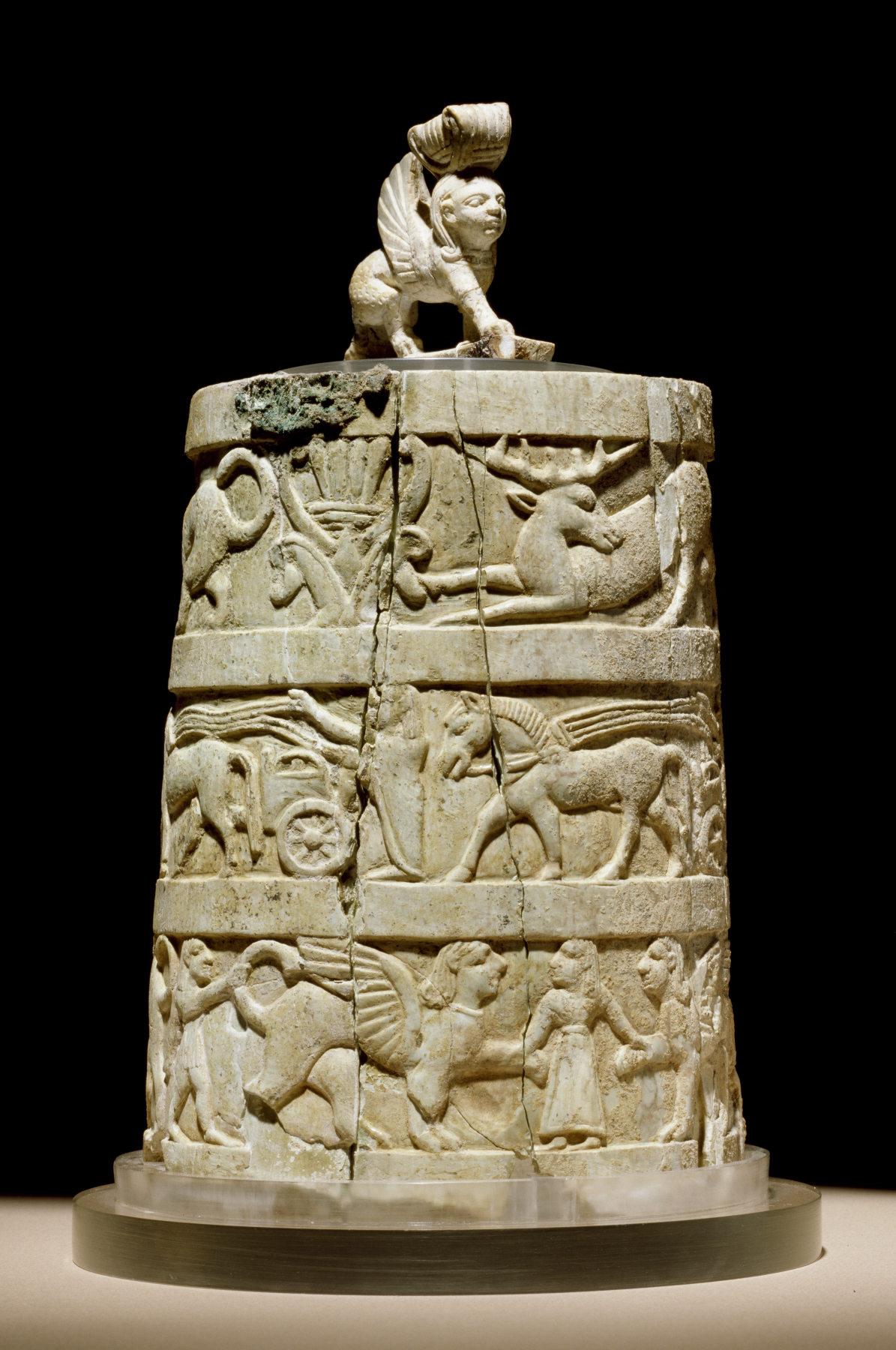
Píxide, marfim entalhado, c. 650-625 a.C.
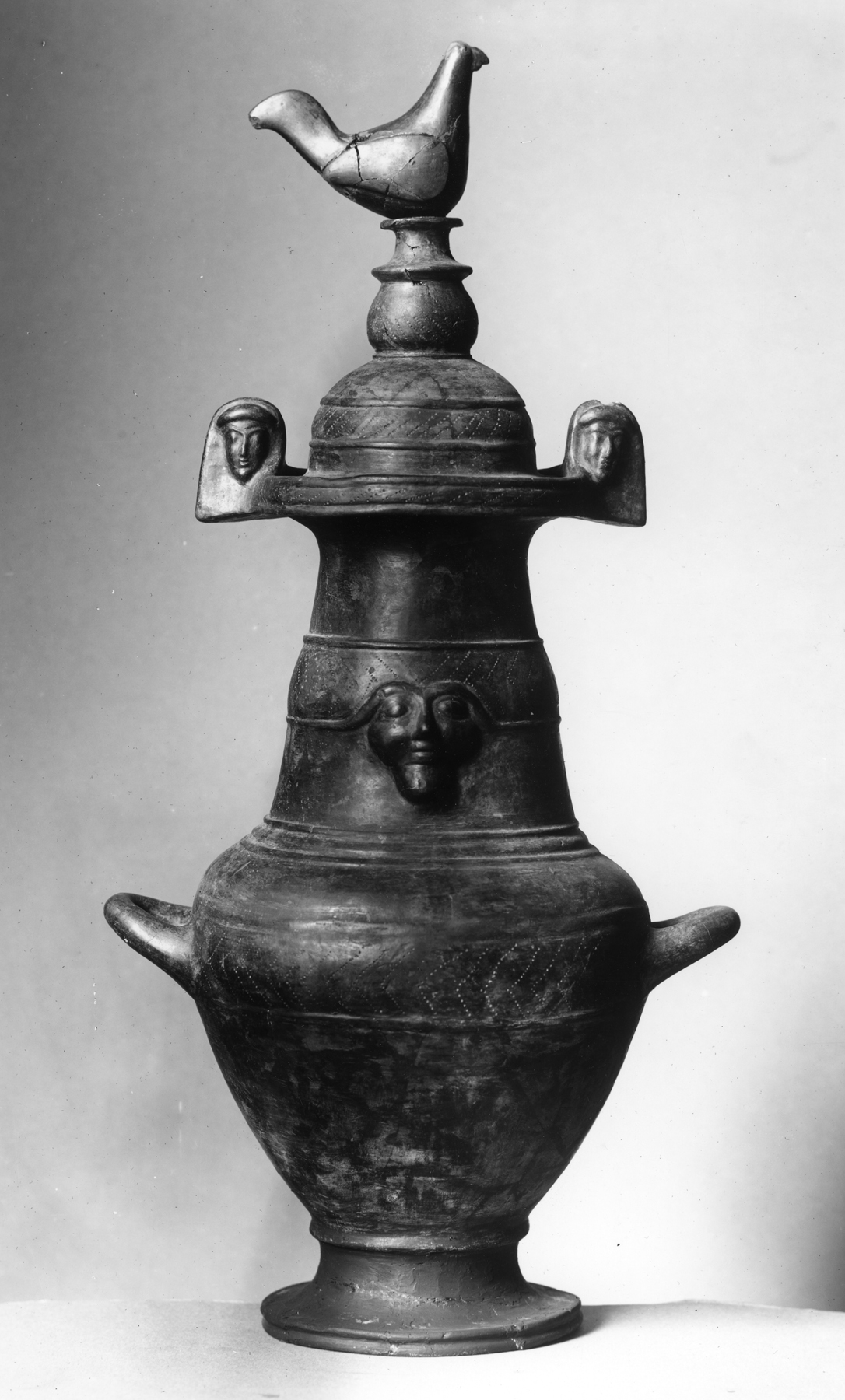
Urna cinerária, cerâmica púcaro, século VI a.C.
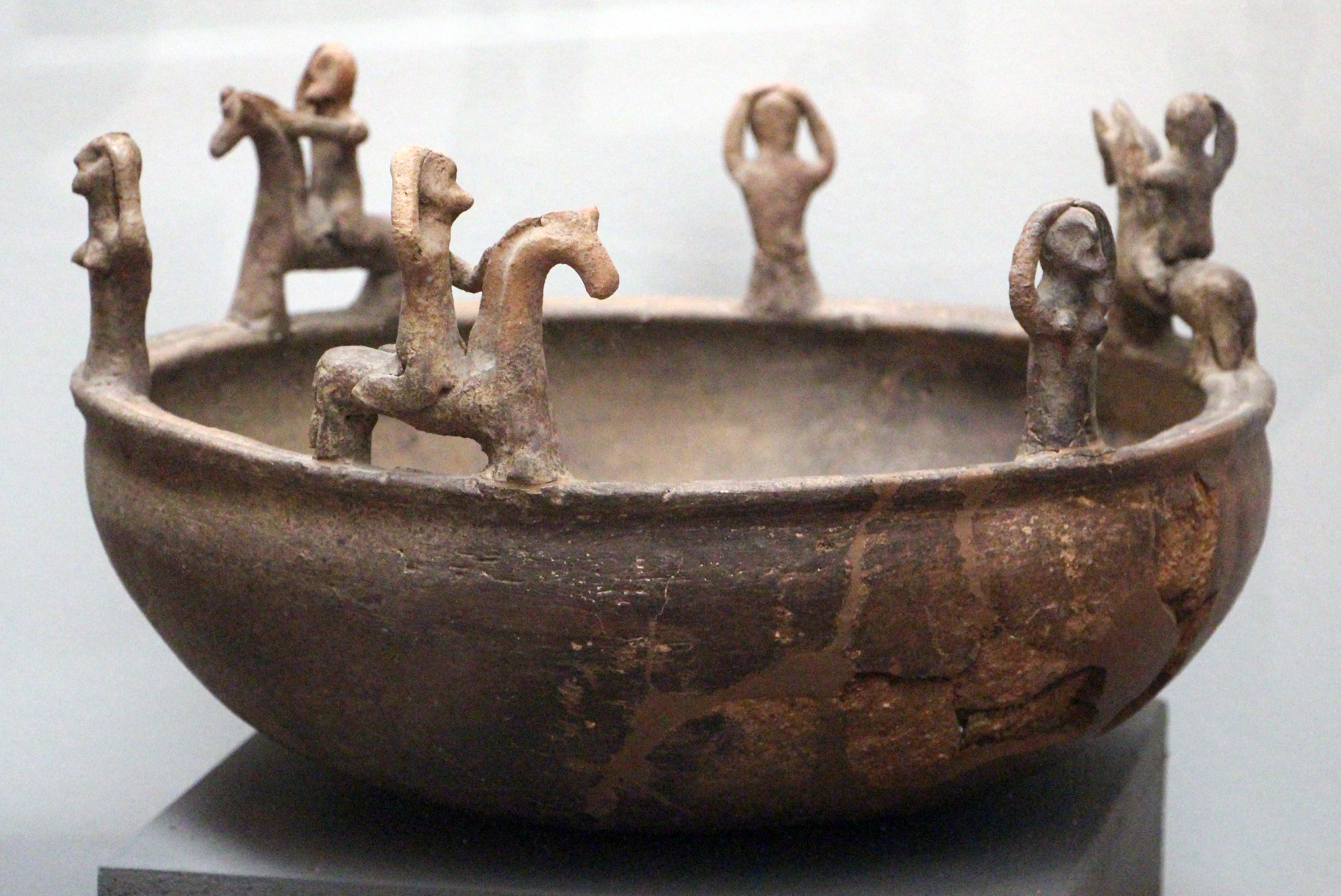
Lébes, 610-590 a.C.
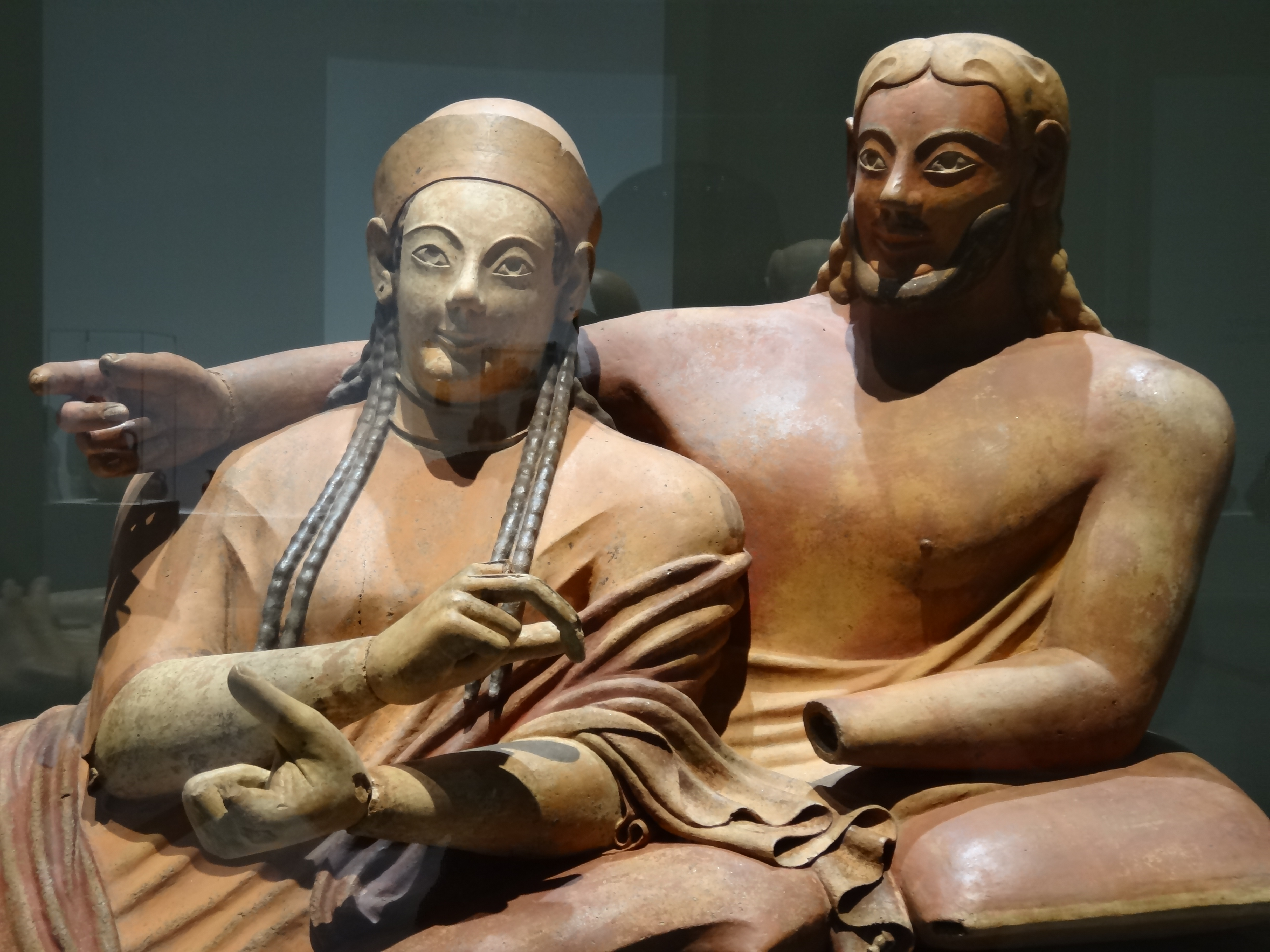
Detalhe do Sarcófago dos Esposos, cerâmica, c. 600 a.C.

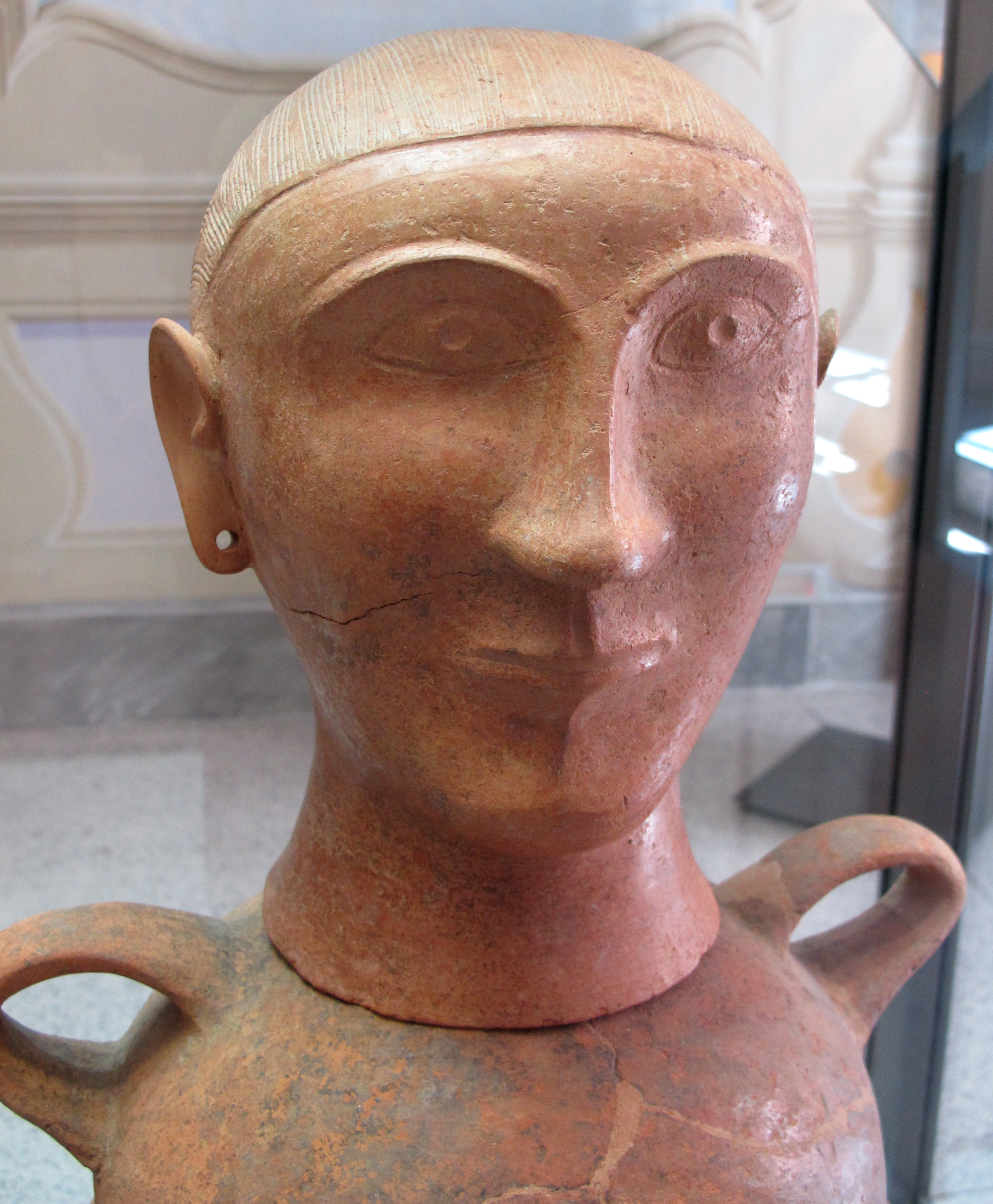
Detalhe de urna cinerária em forma de vaso canópico, cerâmica, 600-550 a.C.
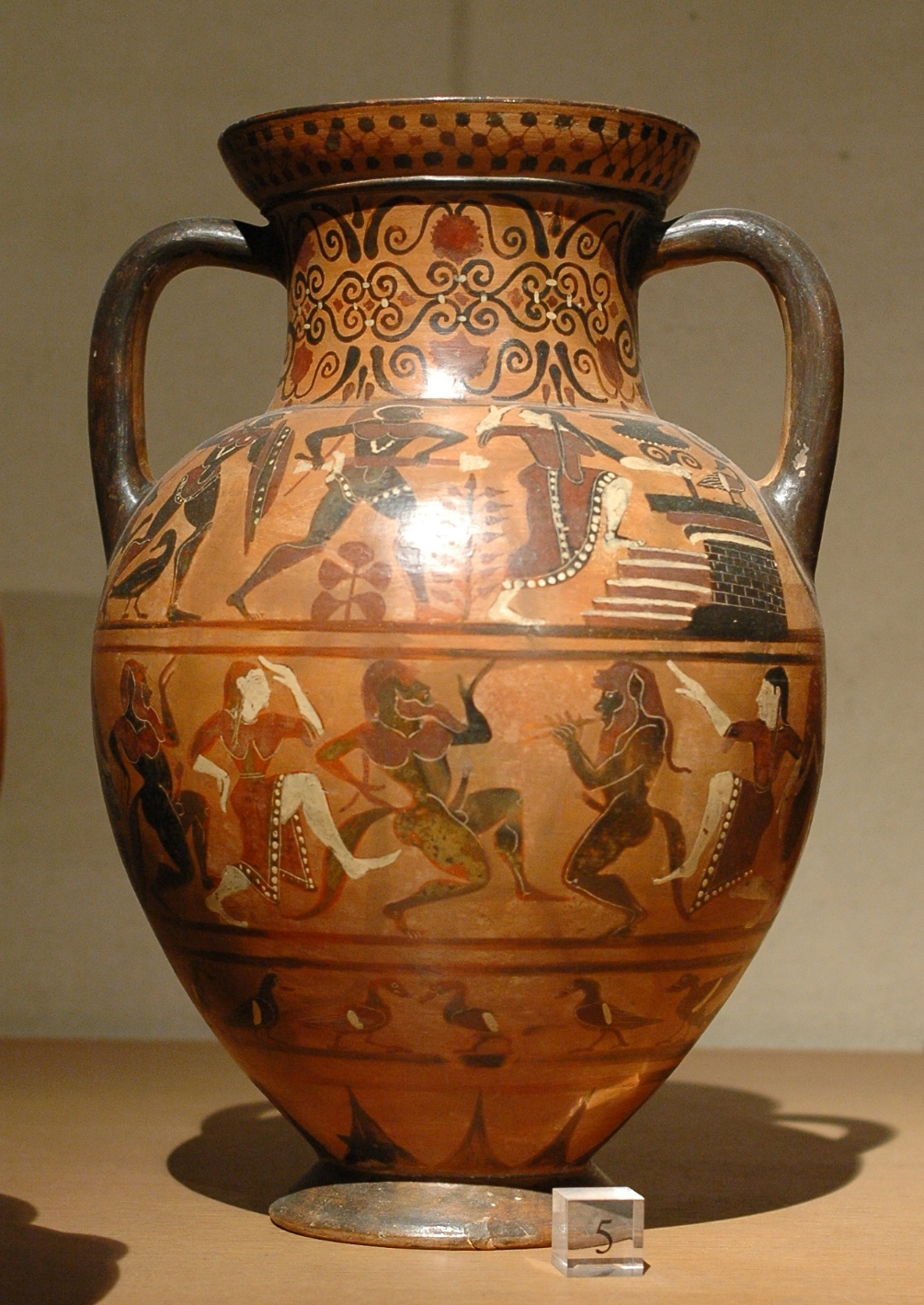
Ânfora pintada, cerâmica, c. 540–530 a.C.
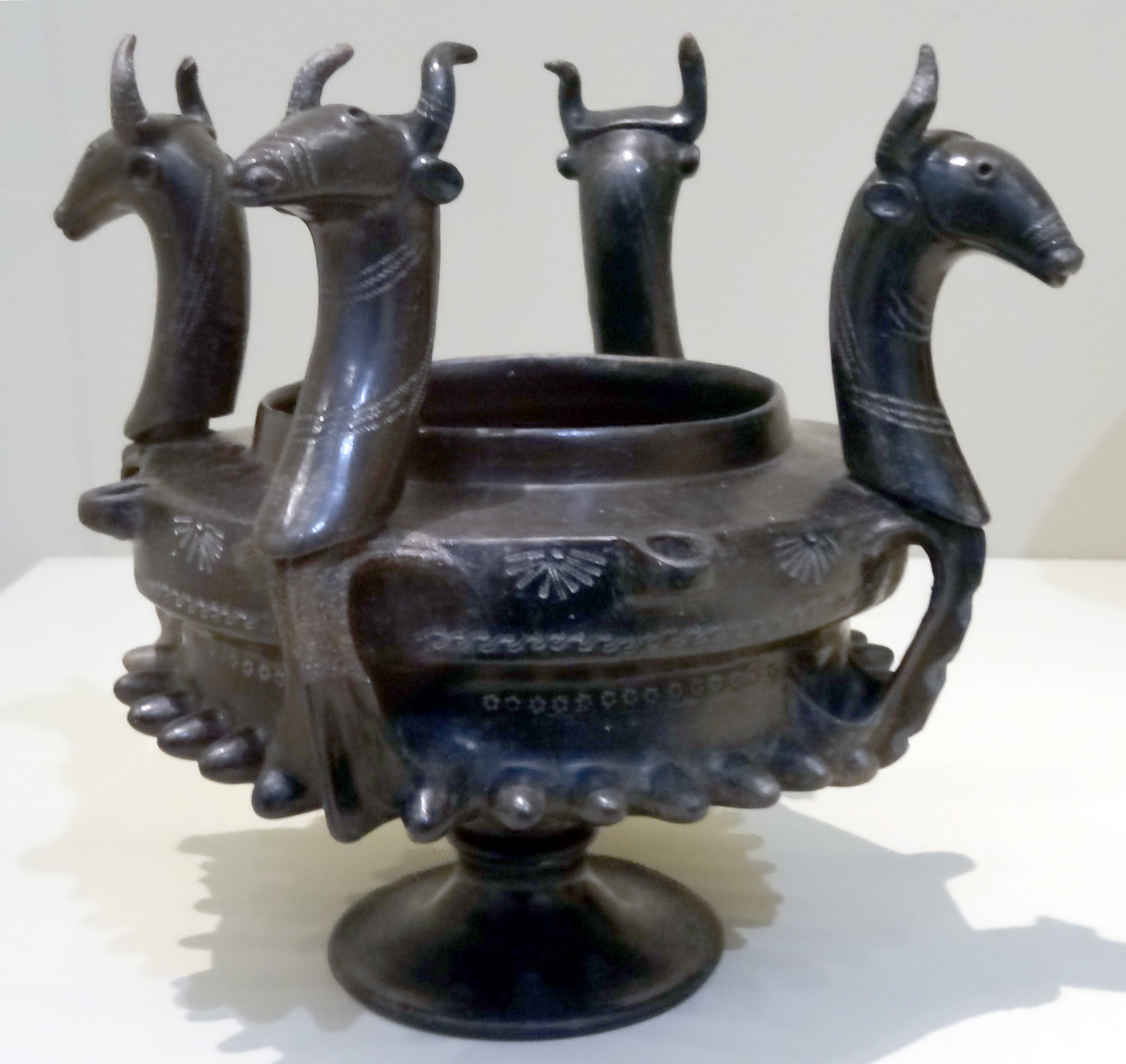
Píxide na técnica de púcaro decorada com cabeças de touros
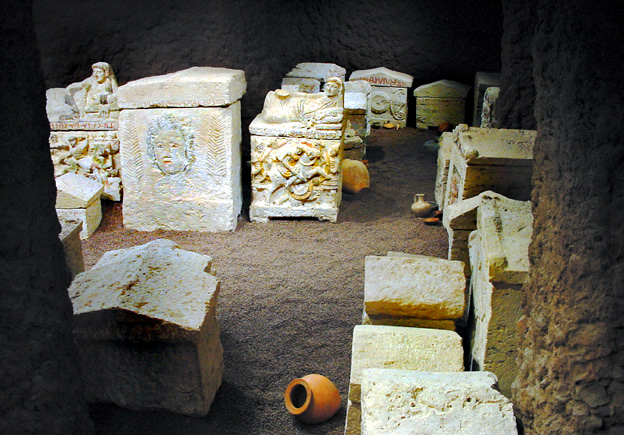
Urnas funerárias e sarcófagos na Tumba de Cai Cutu
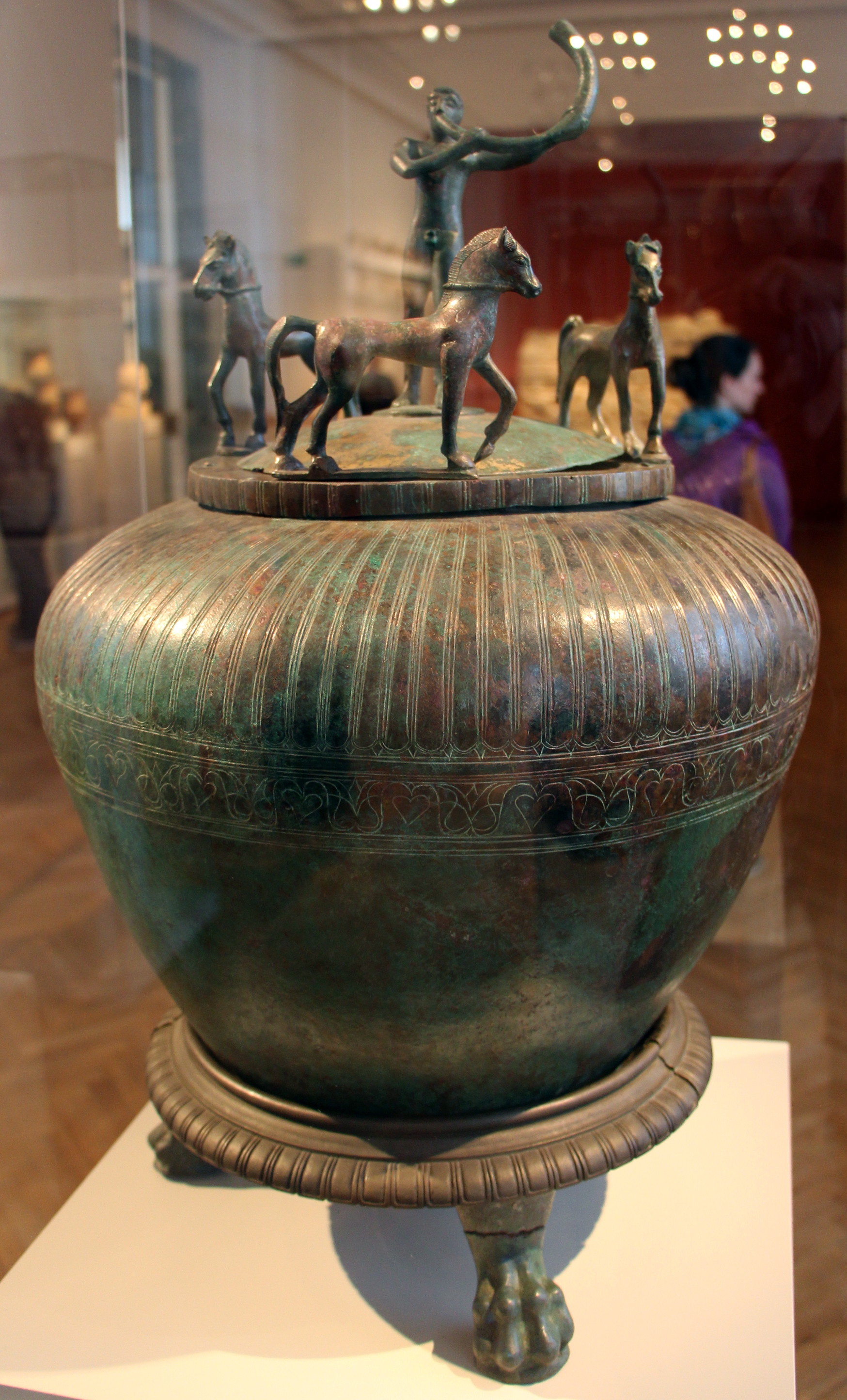
Urna cinerária de bronze com estatuetas de um homem e quatro cavalos, c. 500 a.C.

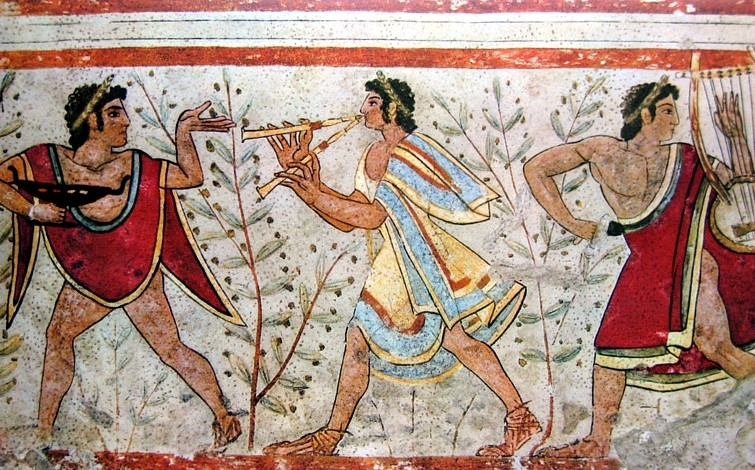
Afresco na Tumba dos Leopardos, c. 500 a.C.
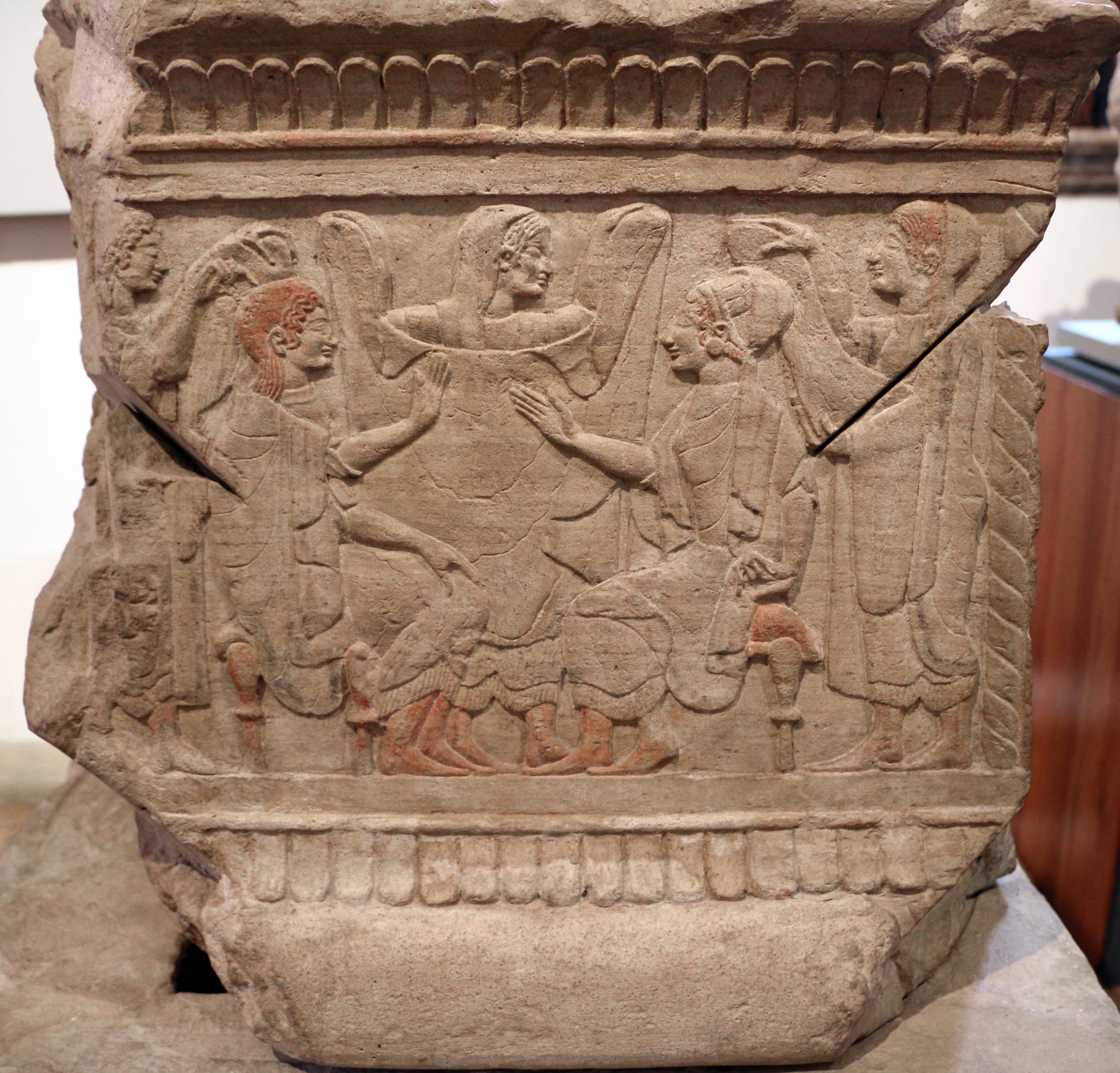
Relevo em pedra, 500-480 a.C.
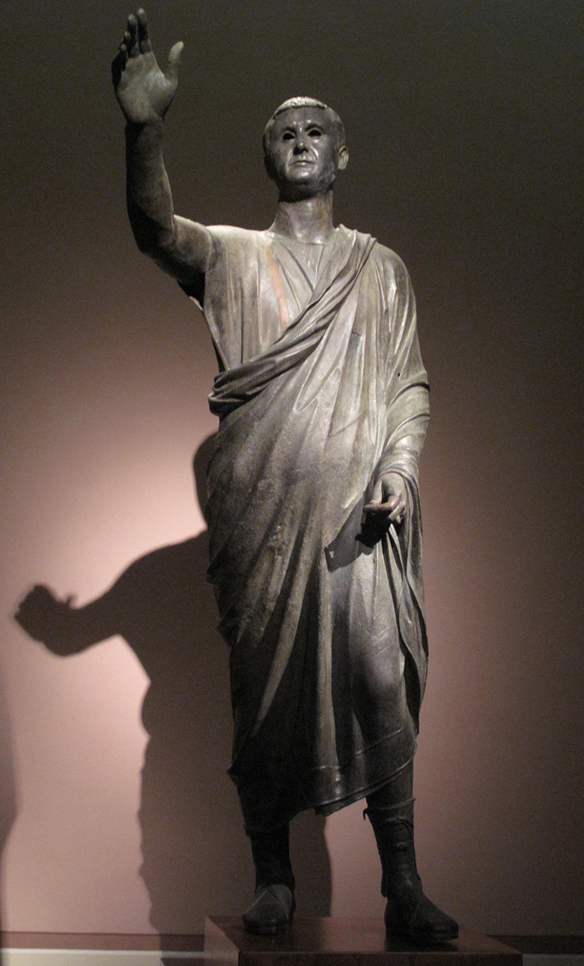
O Arringatore, bronze, século I
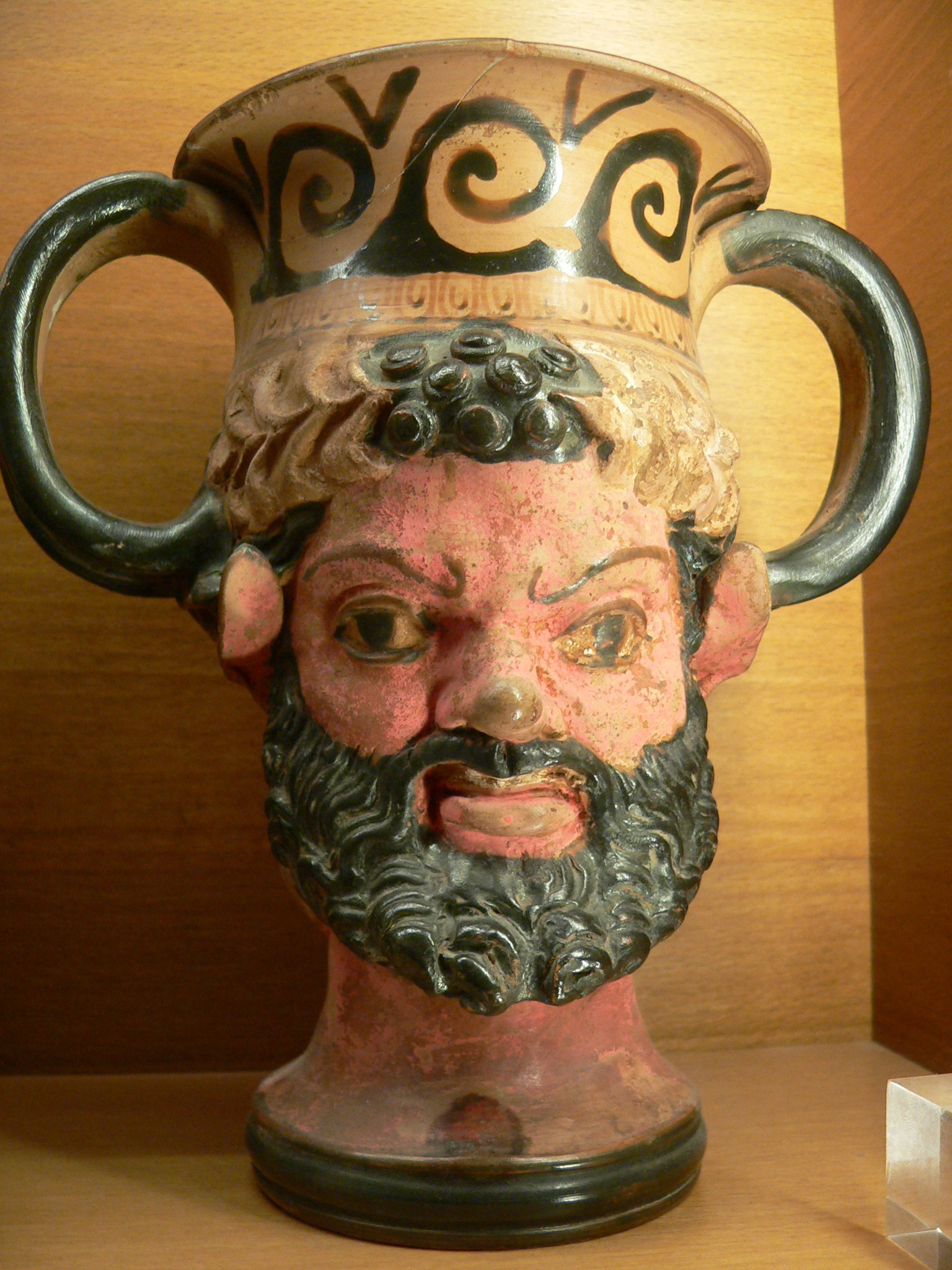
Cântaro janiforme decorado, século IV a.C.
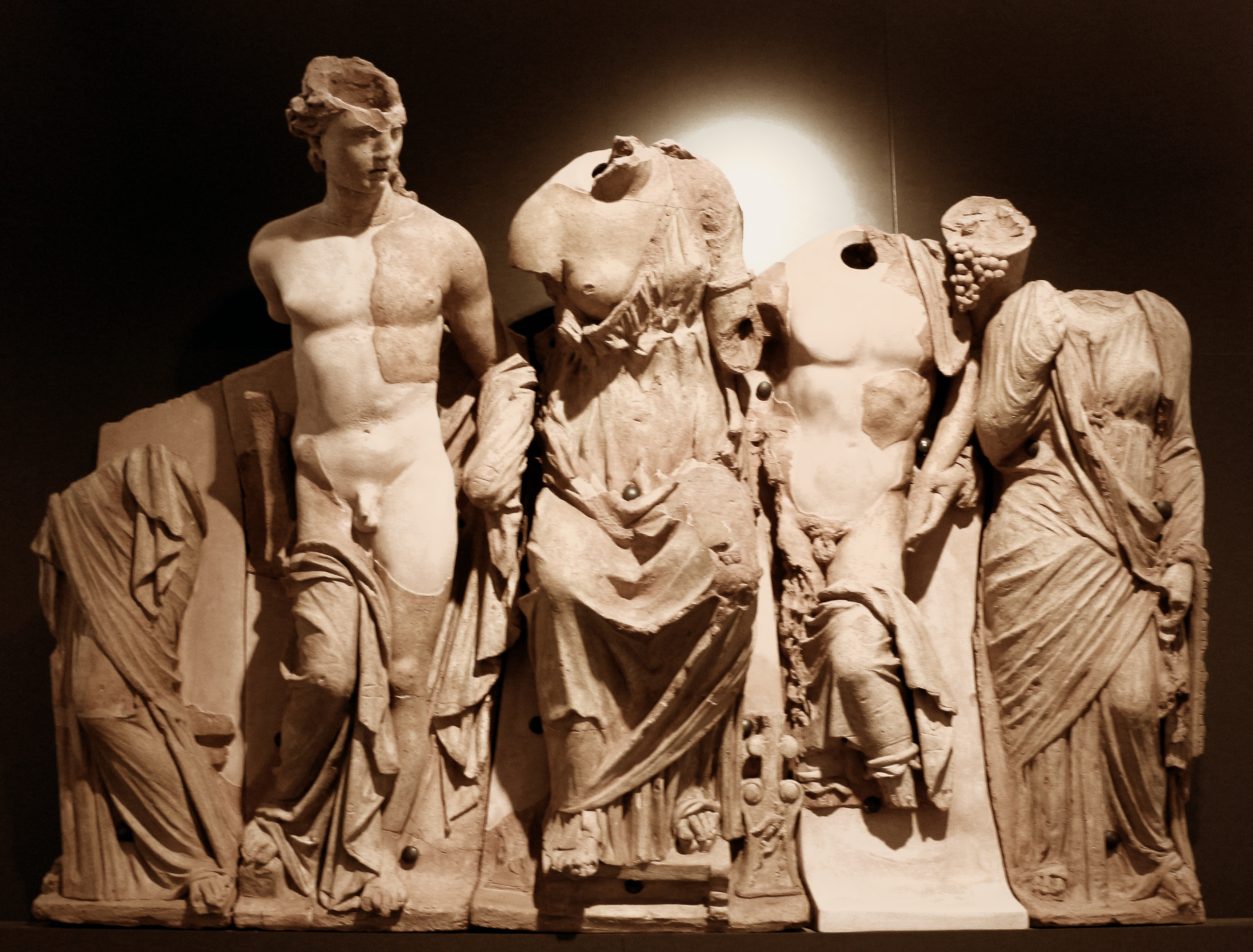
Frontão A do Templo de Luni, cerâmica, 175-150 a.C.

## Legado
Os etruscos exerceram influência cultural e econômica sobre um vasto território. Seus artefatos foram encontrados da Escandinávia, Gália, Península Ibérica e norte da África até o Oriente Próximo, transformando em alguma medida o cotidiano de uma diversidade de povos. A marca mais profunda deixaram nos romanos, que foram governados por eles e mesmo depois de os expulsarem continuaram a vê-los como povo culto e digno de respeito. Deles os romanos receberam uma importante massa de tradições, ritos, mitos, práticas, técnicas, costumes, símbolos, valores, padrões intelectuais, estéticos, arquitetônicos e urbanísticos, que formaram uma das bases da sua própria civilização, aprendendo deles também o alfabeto e um significativo vocabulário. Deram a Roma sua primeira muralha e seu primeiro sistema de drenagem de águas, e ergueram muitos monumentos na cidade, como o imponente Templo de Júpiter Capitolino, que veio a se tornar um dos símbolos da república. A família de Júlio César dizia descender dos etruscos, Augusto mandou preservar seus livros sagrados no Templo de Apolo Capitolino e Cláudio, um dos últimos romanos a falar sua língua, escreveu um tratado sobre eles em vinte volumes que incluía um dicionário, obra perdida. Muitas famílias patrícias romanas se orgulhavam de seus casamentos com a aristocracia etrusca, que era mais antiga que a romana e considerada um modelo de elegância e sofisticação. Entre o povo também ocorreu extensa mescla com os etruscos.
Graças aos comentários deixados por escritores clássicos muito lidos na Idade Média a civilização etrusca nunca foi inteiramente esquecida, mas no Renascimento João Ânio de Viterbo desempenhou um papel central na renovação do interesse. Ele encontrou algumas inscrições e alegou saber decifrá-las, forjou muitas outras inscrições e encenou escavações fraudulentas, mas contribuiu para chamar a atenção de vários eruditos da época para o tema. Ao mesmo tempo, algumas obras-primas da arte etrusca estavam sendo redescobertas, como a Quimera de Arezzo e o Arringatore, que foram comentadas e elogiadas por influentes tratadistas como Benvenuto Cellini e Giorgio Vasari.
Sir Thomas Dempster é tido como o fundador da moderna etruscologia. Em 1618 completou seu manuscrito De Etruria Regali Libri Septem, onde realizou a primeira compilação das citações clássicas sobre os etruscos e fez a primeira tentativa de associar o material arqueológico com a vida social e cultural. O manuscrito só foi publicado em 1723. Em 1727 foi fundada a Academia Etrusca de Cortona, que logo reuniu estudiosos de vários países, uma boa coleção e uma biblioteca, passando a publicar um periódico e assumindo uma posição proeminente nos estudos científicos. Também na liderança estava o padre Antonio Gori (1691-1757), que fundou uma sociedade semelhante em Florença. No século XIX as escavações se multiplicaram e veio à luz uma grande quantidade de artefatos, com algumas descobertas sensacionais como as tumbas principescas de Vulcos, Palestrina e Cere, encontradas intactas e com grande acervo de joias e outros artefatos, que tornaram o tema bastante popular. Vários museus passaram a formar coleções públicas, a bibliografia explodiu e colecionadores disputavam os achados no mercado de antiguidades. Os métodos arqueológicos, porém, não eram muito rigorosos e muitos amadores ricos financiaram escavações privadas, resultando que a maior parte do que foi encontrado no século XIX não tem registros sobre a origem ou contexto estratigráfico do material, impedindo um maior conhecimento de sua função e significado.
No século XX, com muitos avanços na tecnologia e na metodologia arqueológica, as escavações tomaram novo impulso, fornecendo material e informação suficientes para atestar a presença e influência etrusca em uma vasta região em torno do Mediterrâneo, bem como a riqueza da sua cultura. As necrópoles de Cere e Tarquinia foram declaradas Patrimônio da Humanidade. A maior parte dos relatos históricos sobre os etruscos foi deixada pelos romanos, e a sua visão ainda impregna a noção contemporânea sobre eles. A pesquisa acadêmica continua intensa e se preocupa em esclarecer os equívocos e incertezas, centrando-se no estudo das especificidades da sua cultura e no testemunho arqueológico, mas ainda há muitas áreas obscuras a desvendar. Por outro lado, já foram feitos significativos avanços no sentido de se traduzir integralmente sua linguagem. A larga ignorância que ainda persiste sobre vários aspectos da sua civilização cercou-a na mentalidade popular de uma aura de mistério, parte importante do fascínio que os etruscos exercem hoje sobre um grande público leigo.

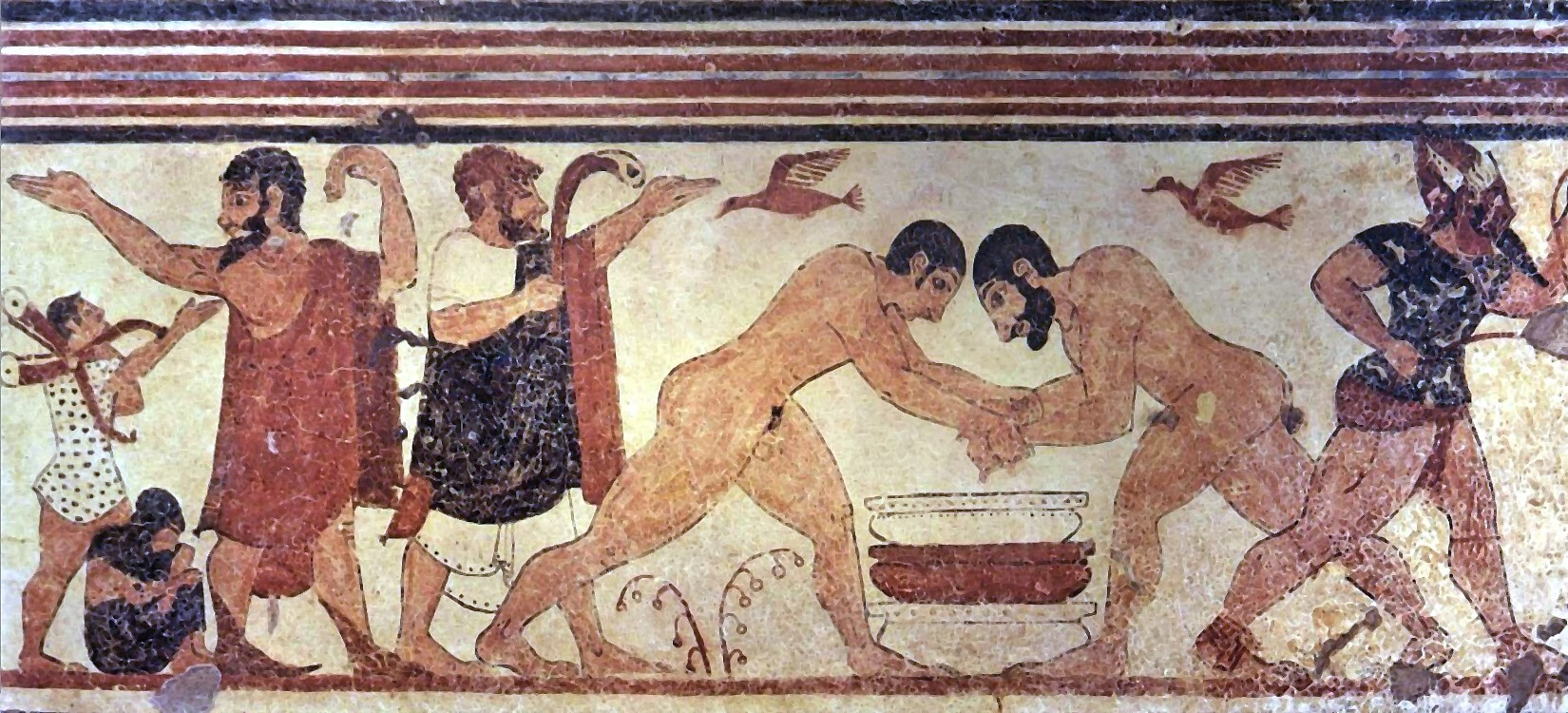
Afresco na Tumba dos Arúspices, c.